# Hake (Adelsgeschlechter)
Hake (auch: Hacke, Hagke, Haacke o. ä.) ist der Name mehrerer Adelsgeschlechter:
- der zum Uradel gehörenden Hake bzw. Hacke aus der Mark Brandenburg, inkl. einer 1924 adelsrechtlich anerkannten briefadeligen Familie Hake, die von einem unehelichen Sohn der adeligen Hake abstammt
- der zum Uradel gehörenden Hake aus Niedersachsen
- der zum westfälischen Uradel gehörenden Hake im Tecklenburgischen, Osnabrückschen und Ravensbergischen
- der zum westfälischen Uradel gehörenden Hake im Münsterschen
- der zum westfälischen Uradel gehörenden Hake in den Grafschaften Mark und Arnsberg
- der zum thüringischen Uradel zählenden Hagke

Einen ähnlichen Namen führen ferner:
- die zum kurpfälzischen Adel zählenden Haacke (früher Hacke)

Eine Verwandtschaft der Geschlechter ist urkundlich nicht nachweisbar. Die Geschlechter werden daher im Gothaischen Genealogischen Taschenbuch, im Genealogischen Handbuch des Adels bzw. im Gothaischen Genealogischen Handbuch getrennt geführt. Es besteht jedoch seit 1901 ein gemeinsamer Familienverband (siehe unten).
Die hier genannten Geschlechter sind von den mittelalterlichen nichtverwandten schwäbischen Hacken zu Hoheneck aus Hoheneck zu unterscheiden.

## Die märkischen Hake

Wappen derer von Hake (Mark)

### Geschichte
Die märkischen Hake (auch: Hacke, Hack, Haack, Hagken u. a.) gehören zu den bedeutendsten Adelsgeschlechtern der Mark Brandenburg. Sie gehen auf einen Ritter Hake aus Lebus zurück, der am 15. Juli 1325 zuerst urkundlich belegt ist.
Sie traten ursprünglich in drei Stämmen auf, deren Stammväter die Brüder Hans von Hake auf Machnow (Schwarze Linie) und Achim von Hake auf Bornim (bei Potsdam) und Dallgow im Havelland (Weiße Linie) waren. Der dritte Stamm (Rote Linie) zu Berge, Karpzow und später Groß Kreutz, ist 1801 ausgestorben. Als Stammvater der roten Linie gilt Otto II. von Hake (gest. nach 1441), Herr auf Buchow-Karpzow, der 1440 Dorf und Gut Berge (bei Nauen) erwarb und dessen Nachfahren 1579 die Anwartschaft auf das kurbrandenburgische Erbschenkenamt erhielten. Aufgrund dessen kam dann 1616 das Erbschenkenamt der Kurmark Brandenburg an die Rote Linie, das nach deren Erlöschen auf das Haus Genshagen (Weiße Linie) überging, welche es bis 1918 innehatte.

### Besitzungen
Um 1435 erwarben die Hake von der Familie von Quast den dann jahrhundertelangen Stammsitz der schwarzen Linie, das Rittergut Machnow (heute Kleinmachnow südlich von Berlin, siehe auch: Gutshof Machnow und Geschichte Kleinmachnows; Hake'sche Grabmäler befinden sich in der Dorfkirche Kleinmachnow). Die später so genannte „Alte Hakeburg“ war der spätmittelalterliche Nachfolgebau einer Burg, die dort bereits seit dem 12. Jahrhundert den Bäkeübergang und die alte Handelsstraße von Leipzig nach Spandau gesichert hatte. Zum Machnower Besitz gehörte auch das nahegelegene Stahnsdorf, die Dorfkirche Stahnsdorf war bis 1597 Grablege der Machnower Hake. Unmittelbar neben der Burg Machnow ließen die Hakes 1803 durch David Gilly ein neues Herrenhaus im klassizistischen Barockstil erbauen, welches ebenso wie die Alte Hakeburg 1943 ausgebrannt ist und 1950 abgerissen wurde. Nach einer Besitzteilung ließ Dietloff von Hake im Jahr 1908 auf dem Seeberg am gegenüberliegenden Nordufer des Machnower Sees die sogenannte Neue Hakeburg durch Bodo Ebhardt errichten. Sie blieb bis 1936, das Hauptgut bis zur Enteignung 1945 in der Familie.

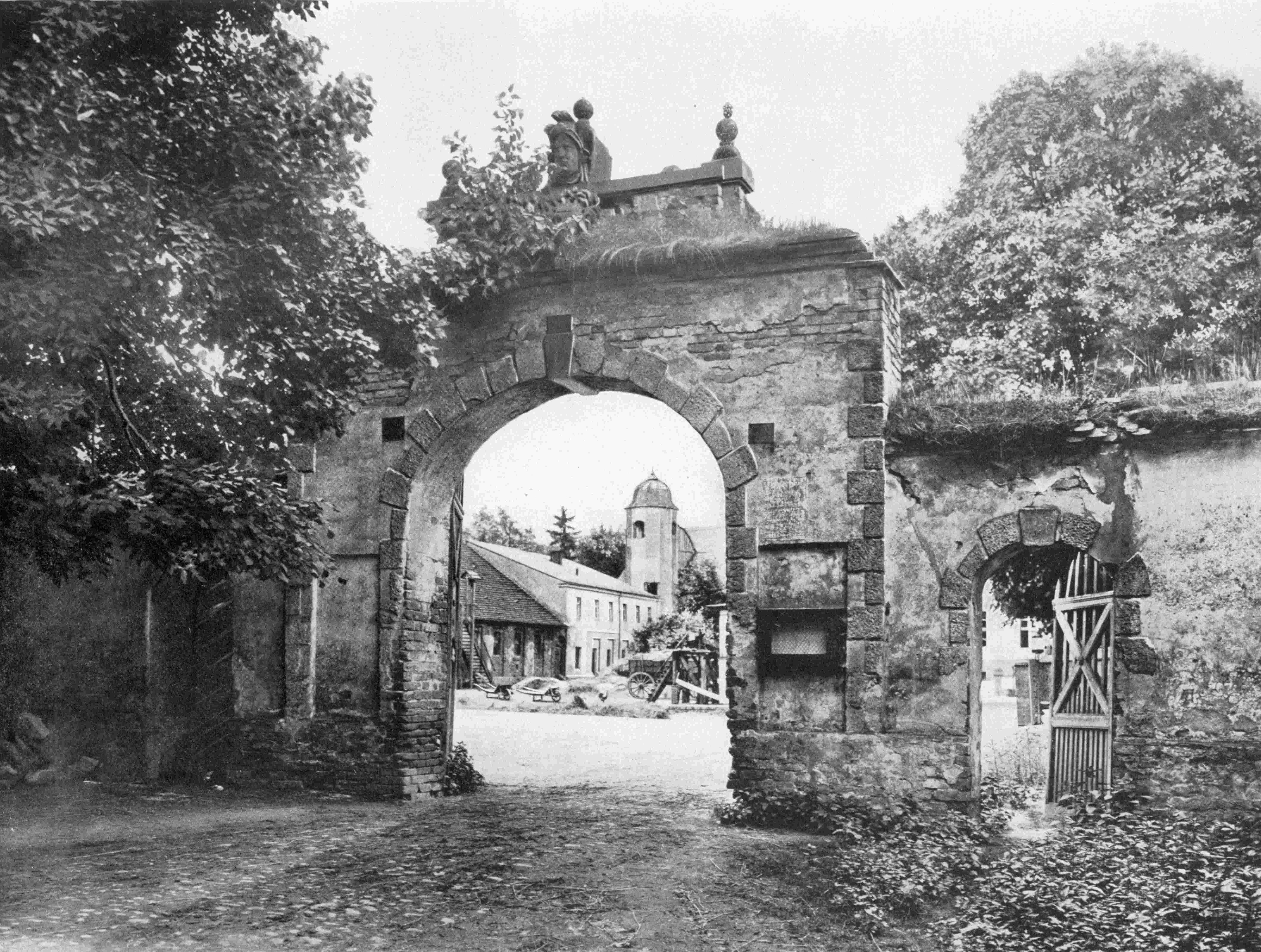
„Medusenportal“ zum Gut Kleinmachnow mit Burg Machnow
Burg Machnow („Alte Hakeburg“), zerstört 1943
Herrenhaus Kleinmachnow (von David Gilly, 1803)
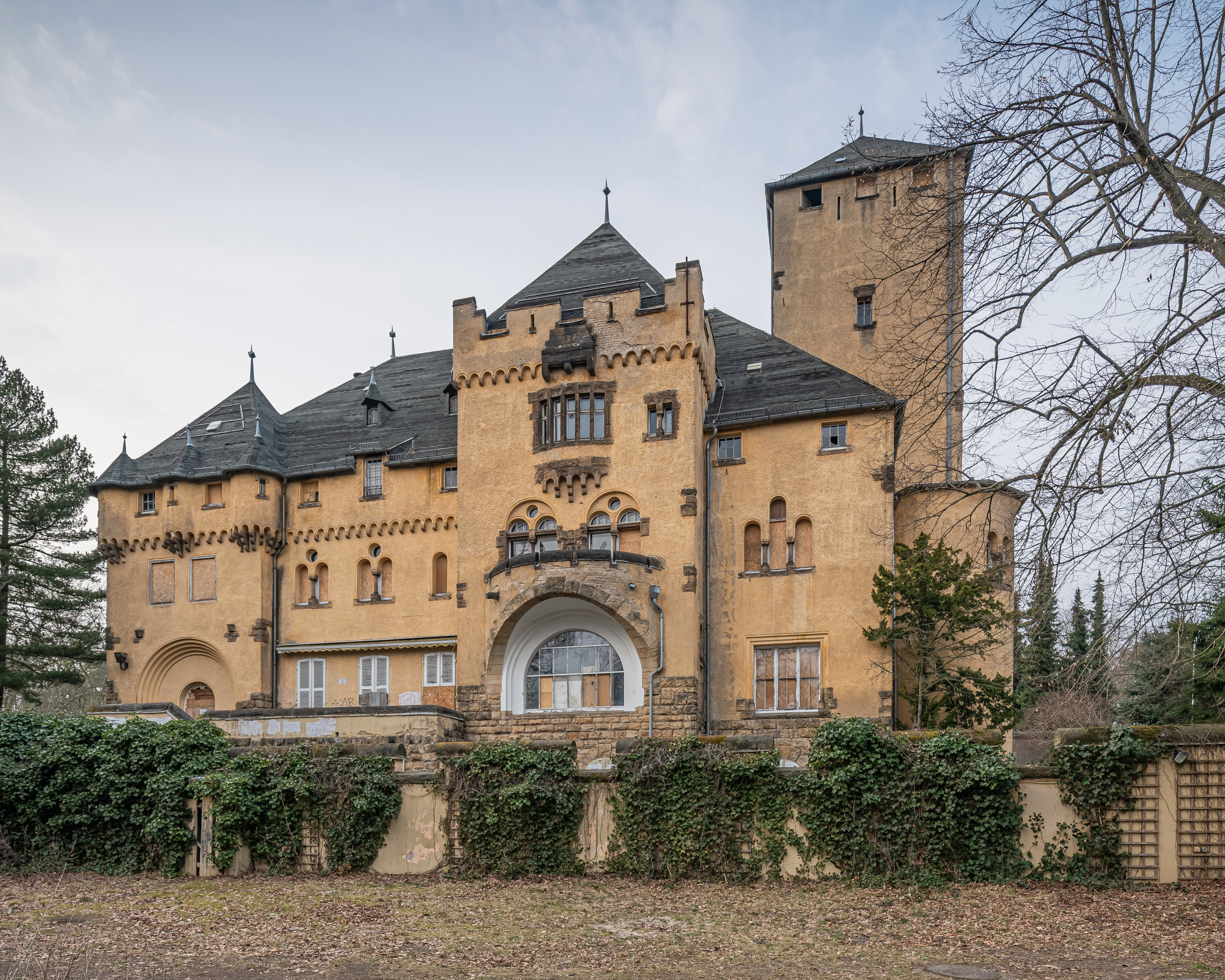
Neue Hakeburg in Kleinmachnow, erbaut 1908
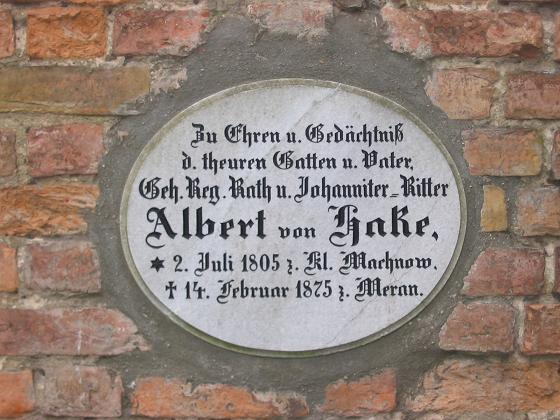
Inschrift Kleinmachnow

Von 1412 bis 1572 war Dallgow und von 1475 bis 1660 Bornim im Besitz der weißen Hake. Um 1440 erwarb Otto von Hake Heinersdorf, kurzzeitig ging der Ort danach wieder in markgräflichen Besitz zurück und wurde dem Kloster Lehnin unterstellt, bevor ihn 1485 Otto von Hakes Söhne erneut erwarben, worauf er dann bis 1816 im Familienbesitz blieb. Berge (Nauen) kam 1440 an die roten Hake und blieb bis 1720 deren Stammsitz. Geltow befand sich von 1441 bis 1663 in Hake'schem Besitz, Stülpe ebenfalls ab Mitte des 15. Jahrhunderts bis 1648 (danach im Tausch mit den Rochows von 1648 bis 1663 Neuendorf am See). Das Gut Uetz kam um 1460 an die Hakes, in deren Besitz es bis 1832 verblieb, als König Friedrich Wilhelm III. es erwarb und als königliches Schatullgut seinem Landsitz Paretz angliederte. In Sachsen besaßen die Hake von 1589 bis 1728 das Rittergut Krumpa. Ende des 16. Jahrhunderts bis 1652 besaßen sie Jühnsdorf, von 1591 bis 1644 Briesen (Spreewald), im Dreißigjährigen Krieg kamen Kremmen und das benachbarte Flatow an die Hake, nach dem Krieg Görlsdorf (bis 1720). Von 1780 bis 1838 war das Gut Genshagen im Besitz der weißen Linie.
Einzelne Angehörige verschiedener Zweige der Hakes schrieben sich auch von Hacke (ausgesprochen aber ebenfalls mit langem a). Hans Christoph von Hacke († 1649), Offizier im Dreißigjährigen Krieg, hatte sich 1634 in Staßfurt niedergelassen und in Salzquellen eingekauft; er amtierte dort auch als Stadtvogt, erwarb sich Grundbesitz und nannte sich Erbherr auf Staßfurt. Dort wurde 1699 auch sein Urenkel Hans Christoph geboren, der „lange Hacke“ des Soldatenkönigs, der sein Geburtshaus 1737 durch ein neues Stadtpalais ersetzen ließ.
1604 erwarb der kaiserliche Feldmarschall Wulf Dietrich von Hacke, Herr auf Berge und zeitweiliger Pfandbesitzer des Vorgängerbaues des Potsdamer Stadtschlosses, das Gut Groß Kreutz bei Potsdam. Das heutige Gutshaus wurde 1765 im friderizianischen Rokokostil durch Carl Botho Gottfried von Hacke (1733–1801), auf Groß Kreutz, Hackenhausen, Blinsdorf und Mittelbusch, errichtet, den letzten Erbschenken der Roten Linie, mit dem diese erlosch. Seine Vorfahren auf Groß Kreutz gingen wie er selbst auf die Ritterakademie am Dom zu Brandenburg.

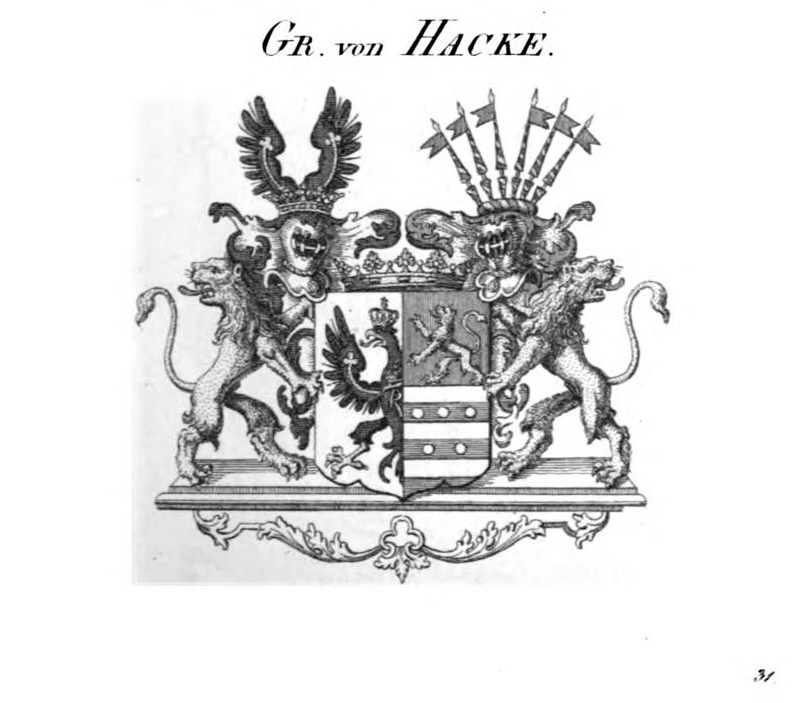
Wappen der Grafen von Hacke

1740 wurde der preußische General und Berliner Stadtkommandant Hans Christoph Friedrich von Hacke, der „lange Hacke“, in den erblichen Grafenstand erhoben; zu seinen Ehren ließ König Friedrich II. im Jahre 1750 den Hacke'schen Markt in Berlin benennen, in dessen Nähe er 1754 beigesetzt wurde. Seine Frau Sophie Albertine, die Erbtochter des Staatsministers Ehrenreich Bogislaus von Creutz, brachte dessen Güter in der Uckermark (Petershagen, Damitzow usw.) in die Familie, als deren Zentrum sie 1756 das Schloss Penkun erwarb (1817 verkauft). Einer ihrer Enkel, Wilhelm Georg Werner (1785–1841), erwarb 1820 das Gut Altranft (bis 1916 im Besitz der Familie). Der gräfliche Zweig Penkun erlosch Anfang des 20. Jahrhunderts, vom gräflichen Zweig Altranft wanderte ein letzter Vertreter als Pastor in die USA aus; jüngere Nachrichten fehlen.

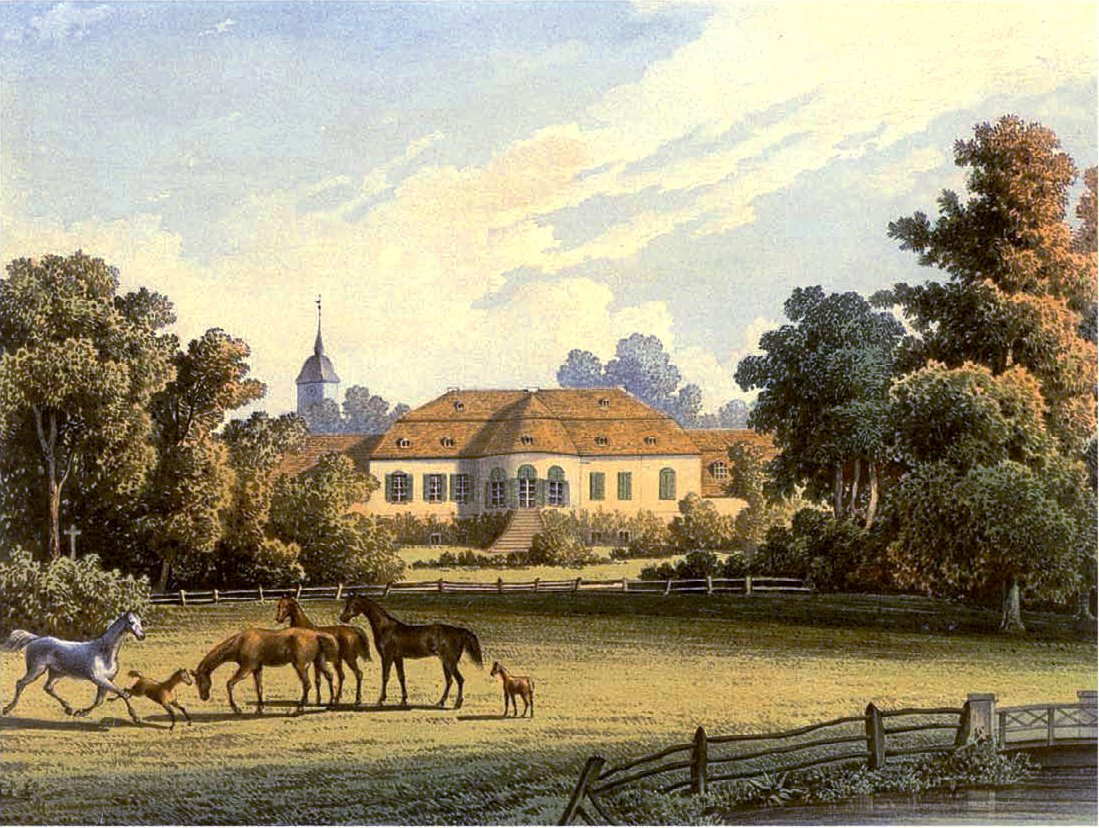
Gutshaus Groß Kreutz (von 1765)
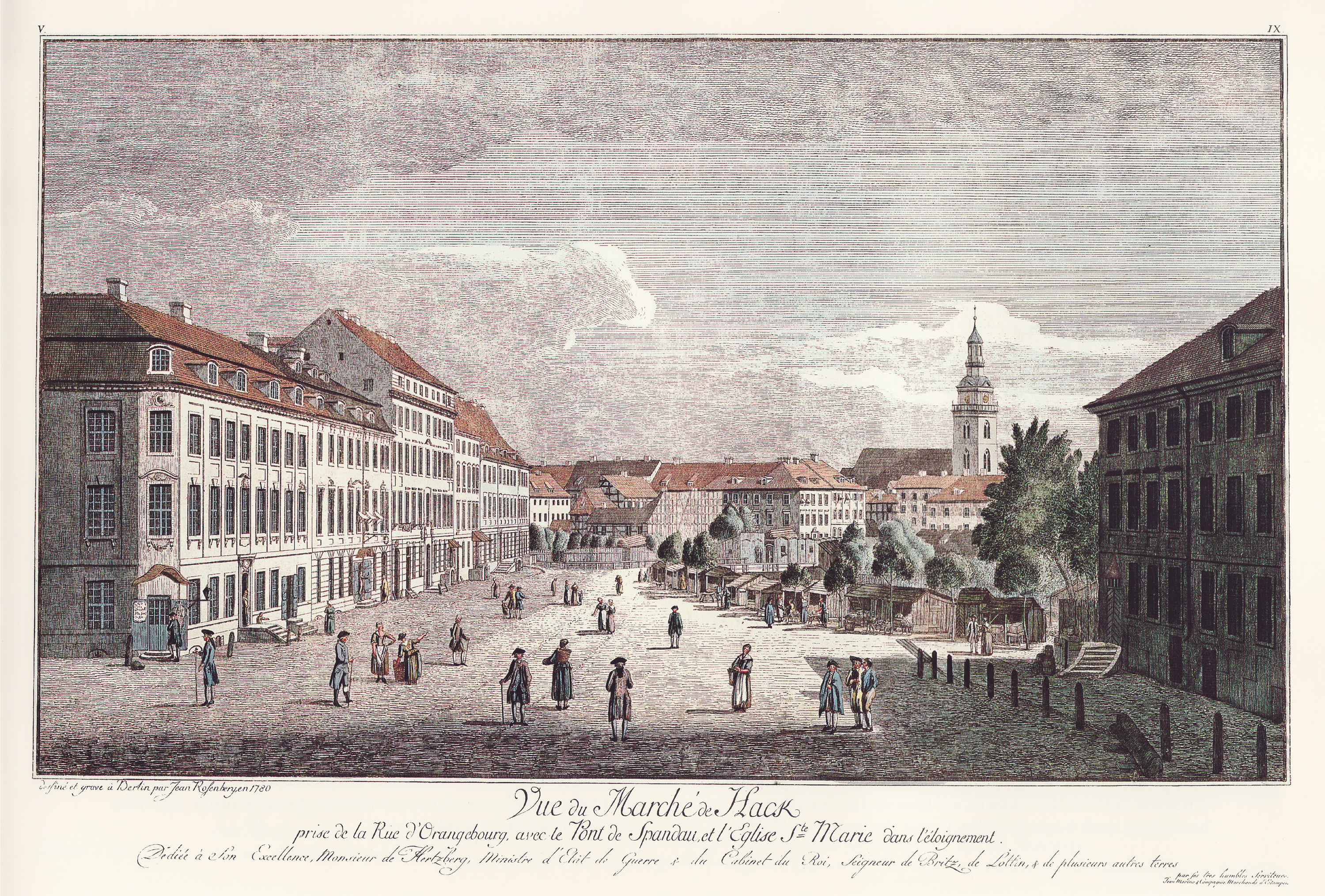
Hacke'scher Markt in Berlin (1780)
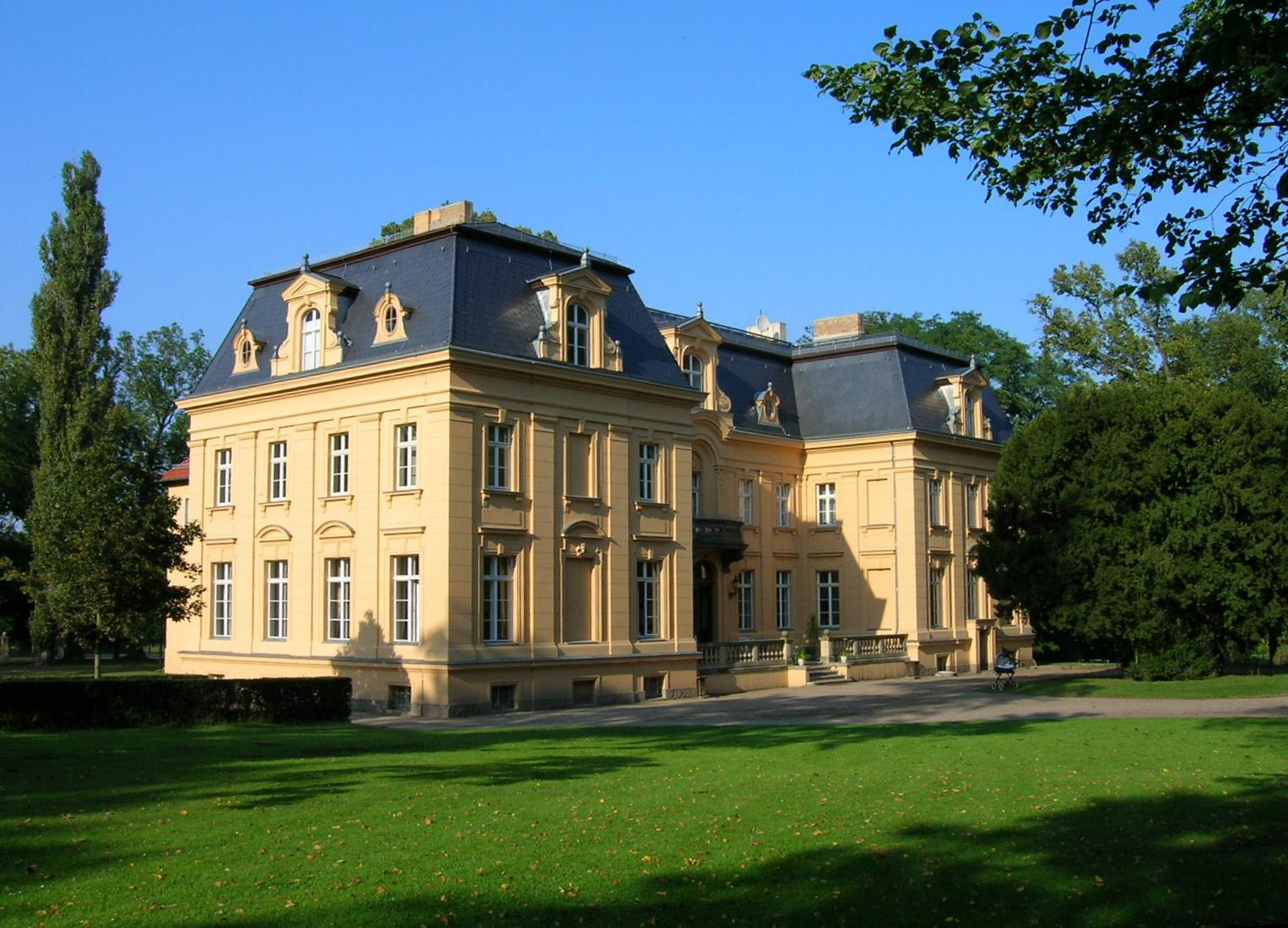
Herrenhaus Altranft

### Österreichischer Zweig Hack
Ein Zweig der (weißen) Linie Bornim wurde in Oberösterreich ansässig: Ernst Georg Hack von Bornimb († 1575) begab sich mit Georg von Starhemberg um 1550 in dessen Heimat und heiratete dort Maria Salome von Hoheneck zu Hagenberg, mit der er vier Söhne hatte. Er erwarb im letzten Viertel des 16. Jahrhunderts den Freisitz Schloss Tannbach, wo er ein Renaissanceschloss errichtete, das aber sein Sohn Erasmus Hack von Bornimb zu Tambach und Stain 1595 wieder verkaufte. (Von 1756 bis 1787 kam es jedoch erneut in den Besitz des Zweiges Hack.) Erasmus erwarb 1590 Schloss Außenstein, das seine Nachfahren 1665 verkauften, dessen Bruder Gregor erwarb 1604 Schloss Mistelbach, das bis 1697 in der Familie blieb. Von 1650 bis 1700 kam auch Schloss Grünau an die Hack. Die Brüder Georg Ferdinand, Joachim Friedrich und Hans Ehrenreich von Hack (Urenkel des Ernst Georg) wurden 1678 der Niederösterreichischen Ritterschaft einverleibt. Wenzel Alexander von Hack wurde 1698 von Kaiser Leopold I. in den Reichsfreiherrenstand erhoben. Aus einem anderen Zweig der nach Österreich übergesiedelten Linie wurden die Brüder Marquard Johann Friedrich und Adam Gottlieb von Hack 1702 ebenfalls in den Reichsfreiherrenstand erhoben. Ihre Nachkommenschaft im Mannesstamm ist aber gleichfalls erloschen.

### Die briefadeligen Hake (1924)
Stammvater der briefadeligen Hake ist Johann Friedrich von Hake (1747–1815), ein natürlicher Sohn des Hans von Hake aus dem märkischen Uradelsgeschlecht mit Katharina Schweleken, der mit seinen Nachkommen in Preußen unbeanstandet, jedoch ohne Erhebung in den Adelsstand, den Nachnamen von Hake führte. Eine offizielle „Nichtbestandung“ wurde durch die Abteilung für Adelsrechtliche Fragen der Deutschen Adelsgenossenschaft aber erst am 21. Juni 1924 in Berlin ausgesprochen. Einige wenige Nachfahren leben heute in den USA.

### Wappen
- Blasonierung des Wappens der märkischen Hake/Hacke und der briefadligen Hake von 1924: „In Silber drei (2:1) schwarze Mauerhaken, der hintere linksgewendet. Auf dem Helm mit schwarz-silbernen Decken ein silberner Nagel mit hutförmigem Kopf, beseitet von zwei gestürzten, abgewendeten schwarzen Haken.“
- Die Grafen von Hacke führten trotz ihrer Zugehörigkeit zu den märkischen Hake seit ihrer Erhebung in den Grafenstand ein von diesen verschiedenes Wappen, ein der Länge nach gespaltenes Schild: Die rechte silberne Hälfte stellt einen halben schwarzen preußischen Adler vor, doch so, dass die Brust und der gekrönte Kopf sichtbar bleibt, die linke Hälfte ist oben rot, unten Silber. In der oberen roten Hälfte steht ein goldener, nach der rechten Seite aufspringender Löwe, der untere Teil ist von zwei blauen Balken durchzogen, von denen der obere mit drei, der untere mit zwei silbernen Kugeln belegt ist. Auf dem Schilde ruht zwischen zwei Helmen eine goldene Krone. Der rechte Helm trägt zwei gegeneinander sich wendende schwarze Adlerflügel, die mit goldenen Kleestengeln belegt sind, der zur Linken aber ein rot und goldenes Polster mit sechs roten Fähnlein, deren drei nach der rechten, und drei nach der linken Seite flattern. Die Stangen sind rot und golden. Die Helmdecken rechts silbern und schwarz, links rot, golden und blau. Zu Schildhaltern sind zwei goldene Löwen gewählt. (Auszug aus dem Grafenpatent.)[7]

### Persönlichkeiten

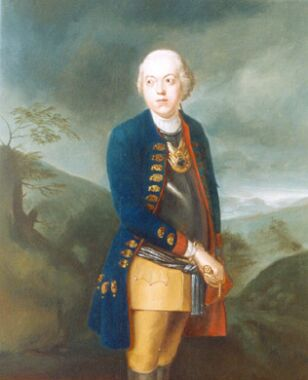
Hans Christoph Friedrich Graf von Hacke (1699–1754), preußischer General, der „lange Hacke“

- Hans von Hake (1472–1541), genannt Hake von Stülpe wird beschrieben in „Überfall in der Golmheide“
- Gertrud von Saldern, geborene von Hake, Schulstifterin
- Wolf Dietrich von Hacke (1573–1650), kaiserlicher Feldmarschall, Herr auf Berge, Erwerber von Groß Kreutz, Erbschenk der Kurmark Brandenburg
- Ernst Ludwig von Hacke (1651–1713), preußischer Generalleutnant
- Hans Christoph Friedrich Graf von Hacke (1699–1754), preußischer General und Berliner Stadtkommandant (Hackescher Markt), Träger des hohen Ordens vom Schwarzen Adler
- Levin Friedrich von Hacke (1714–1785), preußischer Generalleutnant, Gouverneur von Stettin, Herr auf Genshagen
- Friedrich Wilhelm von Hacke (1717 – nach 1780), preußischer Oberst
- Christian Alexander Freiherr von Hagken zu Pornimb (1744–1808), preußischer Generalmajor
- Karl Georg Albrecht Ernst von Hake (1769–1835), preußischer General der Infanterie und Kriegsminister
- Georg Leopold Gustav August von Hake (1776–1838), Generalleutnant, Kommandant von Magdeburg
- Wilhelm von Hake (1785–1866), preußischer Generalmajor, auf Genshagen
- August Wilhelm Ernst von Hake (1764–1842), sächsischer Generalmajor
- Gustav von Hake (1797–1877), sächsischer General der Infanterie, Gouverneur und Ehrenbürger von Dresden (1864)
- Hermann Hans Bruno von Hake (1807–1880), sächsischer Generalmajor
- Adelaide Gräfin von Hacke (1812–1891), Hofdame der Kaiserin Augusta
- Edwin Carl Wilhelm Graf von Hacke (1821–1890), auf Altranft, Zuckerfabrikant und Mitglied des Deutschen Reichstags
- Wilhelm Graf von Hacke (1867–1930), kaiserlicher Gesandter in Lima und Quito
- Dietloff von Hake-Kleinmachnow (1870–1941), Jurist,[8] Genealoge und Buchautor

## Die niedersächsischen Hake

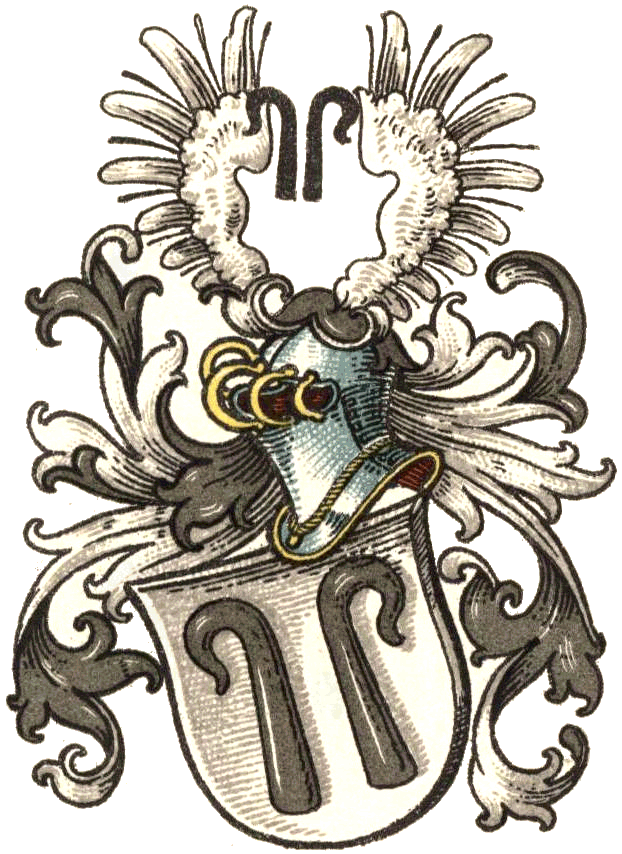
Wappen derer von Hake (Niedersachsen)

### Geschichte
Die niedersächsischen Hake sind ein Uradelsgeschlecht, das zur Ritterschaft des Fürstentums Calenberg gehört. Die erste urkundliche Erwähnung stammt von 1174. Sie waren Mindener und Corveyische Lehnsleute. Ihr Freiherrenstand wurde im Königreich Hannover gewohnheitsrechtlich geführt und 1891 vom Fürstentum Waldeck anerkannt.
Frühe Besitzungen bestanden in Dassel 1301, Holzminden 1306, Ohr 1307. Buchhagen kam ebenfalls Anfang des 14. Jahrhunderts an die Ritter Hake, die 1442 auch mit dem Freien Sattelhof Schulenburg im benachbarten Bodenwerder belehnt wurden. 1558 belehnte der Abt von Corvey Dietrich Hake mit dem Freien Sattelhof zu Diedersen, wo 1791 das heutige Herrenhaus Diedersen erbaut wurde.
Die Freiherren von Hake sind bis heute ansässig auf den Rittergütern Ohr und Diedersen. Von 1775 bis 1950 saß ein (seit Ende des 19. Jahrhunderts katholischer) Zweig auf Schloss Hasperde und Buchhagen; dessen Erbe traten die Grafen Adelmann an.

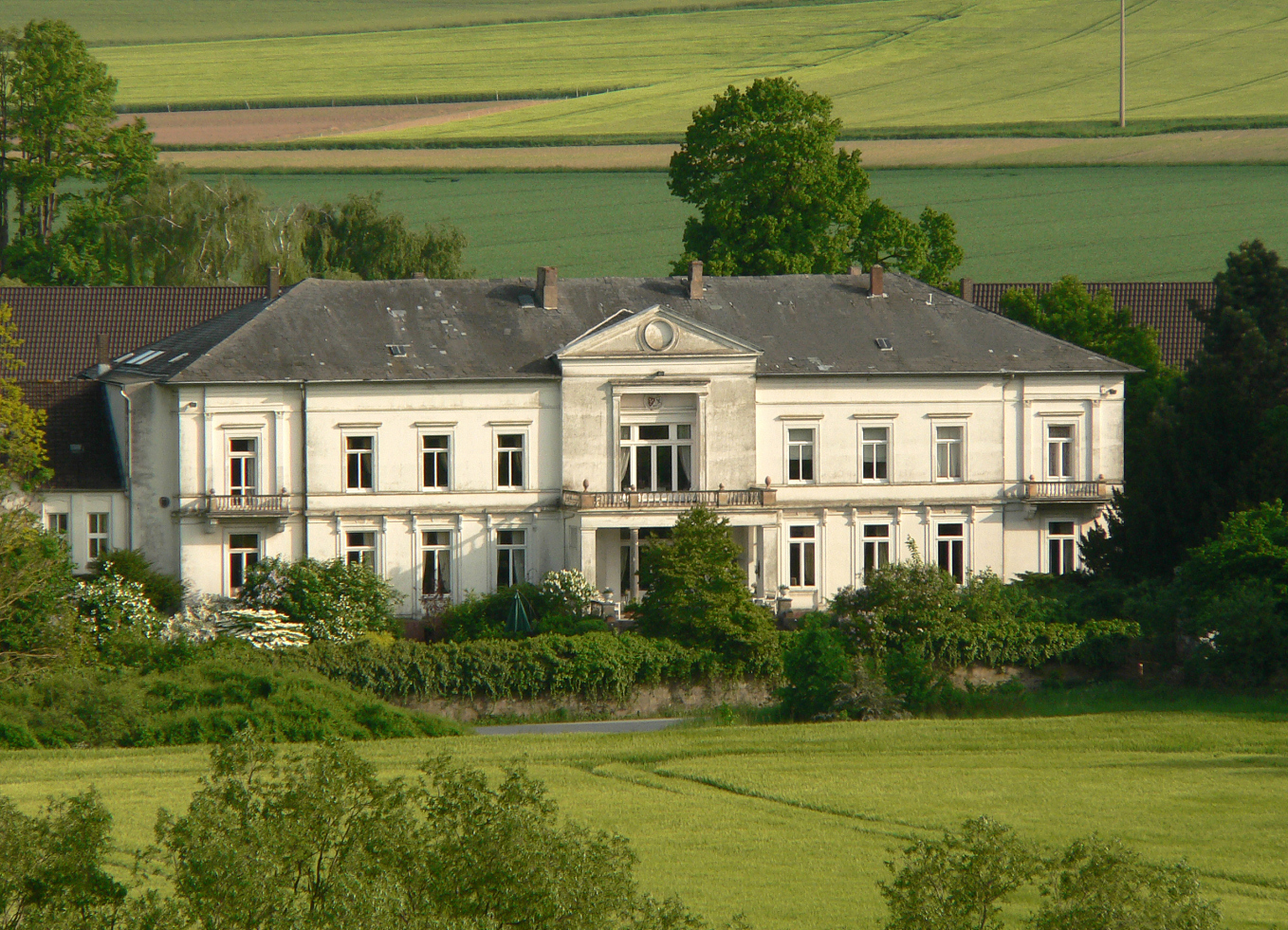
Herrenhaus des Rittergutes Ohr
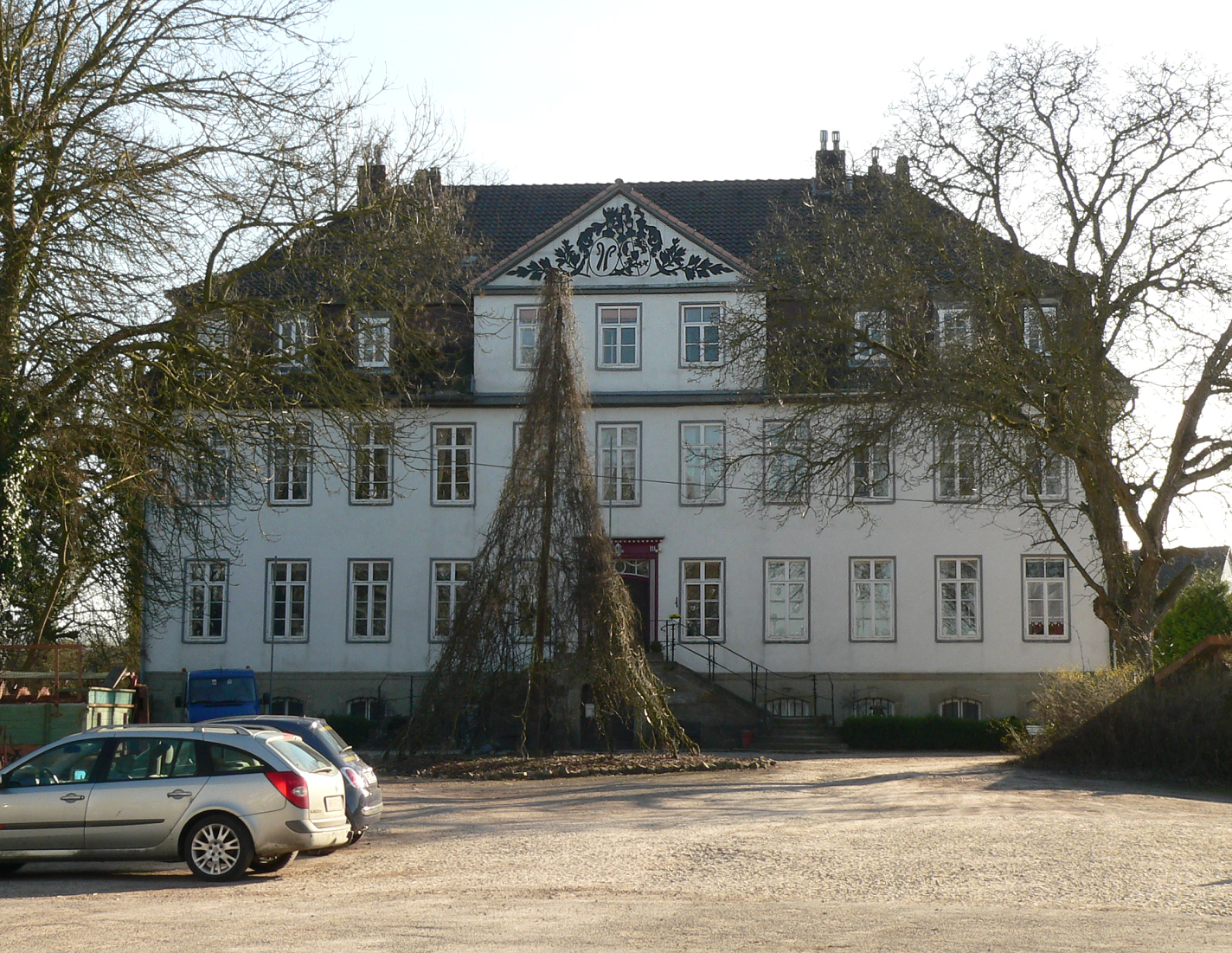
Rittergut Diedersen
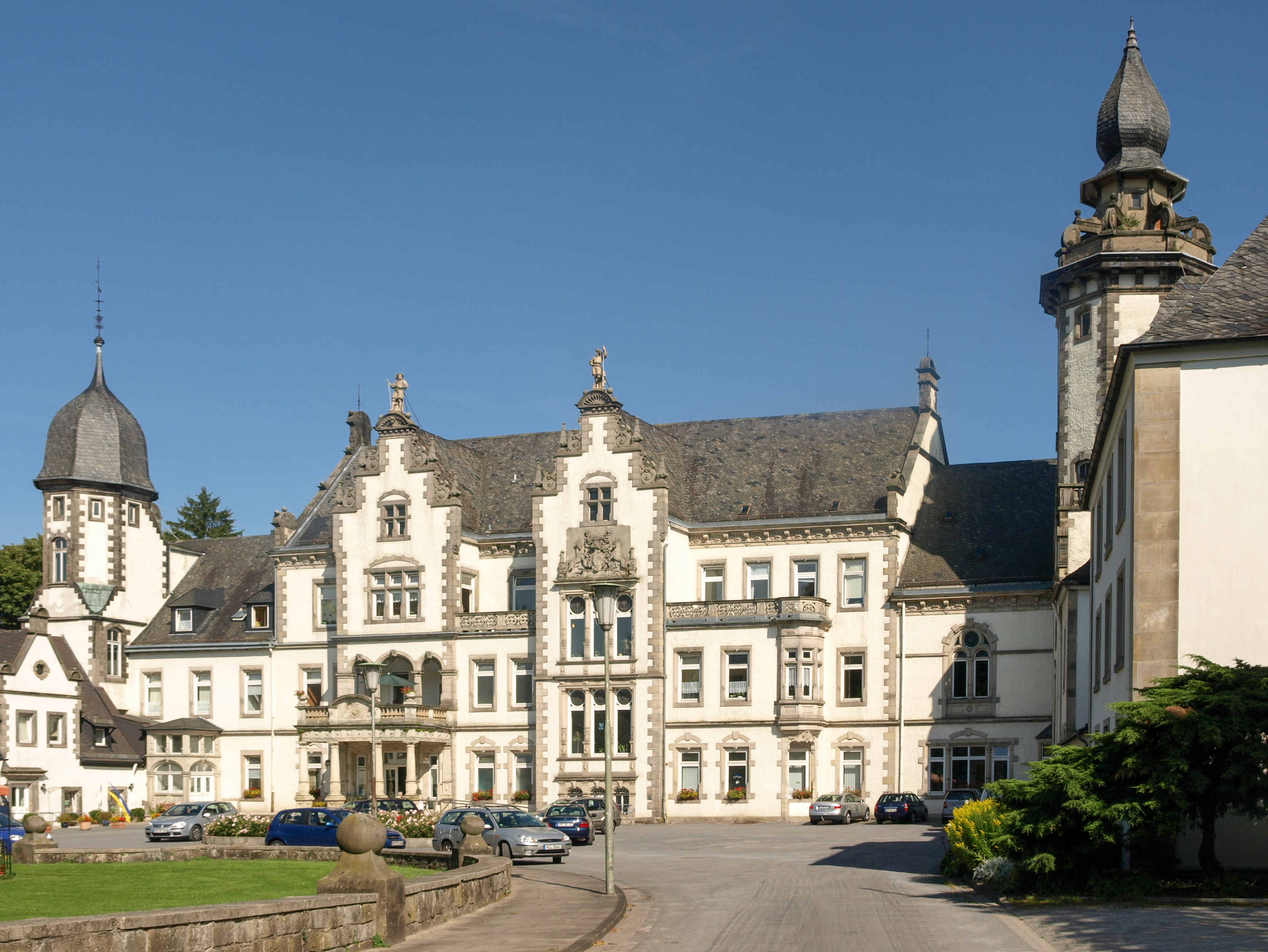
Schloss Hasperde
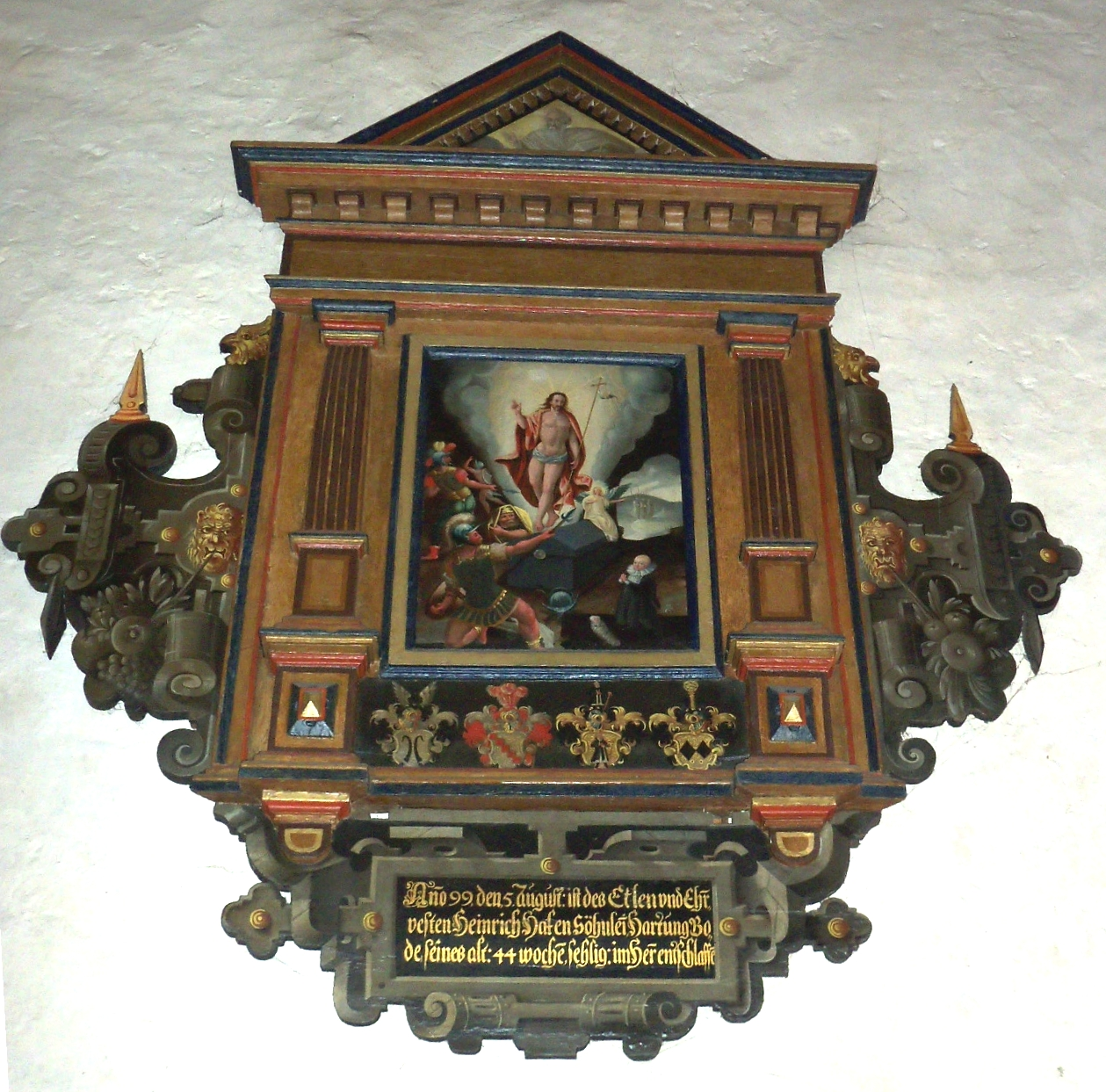
Epitaph des Hartung Bode von Hake (1599) in der St.-Laurentius-Kirche (Dassel)

### Wappen
Blasonierung: „In Silber zwei schwarze Haken, der hintere linksgewendet. Auf dem Helm mit schwarz-silbernen Decken die beiden Haken zwischen einem offenen silbernen Flug.“

### Persönlichkeiten
- Levin Adolph von Hake (1708–1771) auf Diedersen usw., Premierminister von Kurhannover, Geheimer Rat, Hof-Richter und Consistorial-Präsident
  - Christian Ludewig von Hake (1745–1818), Vorsitzender der Brem-Verdenschen Regierung (im Range eines Staatsministers), Namenspatron der Gattung Hakea, einer Gattung der Silberbaumgewächse (Proteaceae)
  - Adolph Christian von Hake (1747–1825), hannoverscher General der Infanterie
    - Georg Adolph von Hake (1779–1840), auf Ohr, Verfasser des Buchs Über höhere Gartenkunst. Fragmente aus dem Tagebuch eines alten Gärtners
    - Georg Ernst Adolf von Hake (1786–1865), Verwaltungsjurist und Gutsbesitzer auf Hasperde, Diedersen, Buchhagen, Dassel und Bodenwerder, ab 1840 auf Ohr
      - Otto von Hake (1833–1891), Offizier und Mitglied des Deutschen Reichstags, auf Hasperde

## Die westfälischen Hake im Tecklenburgischen, Osnabrückschen und Ravensbergschen

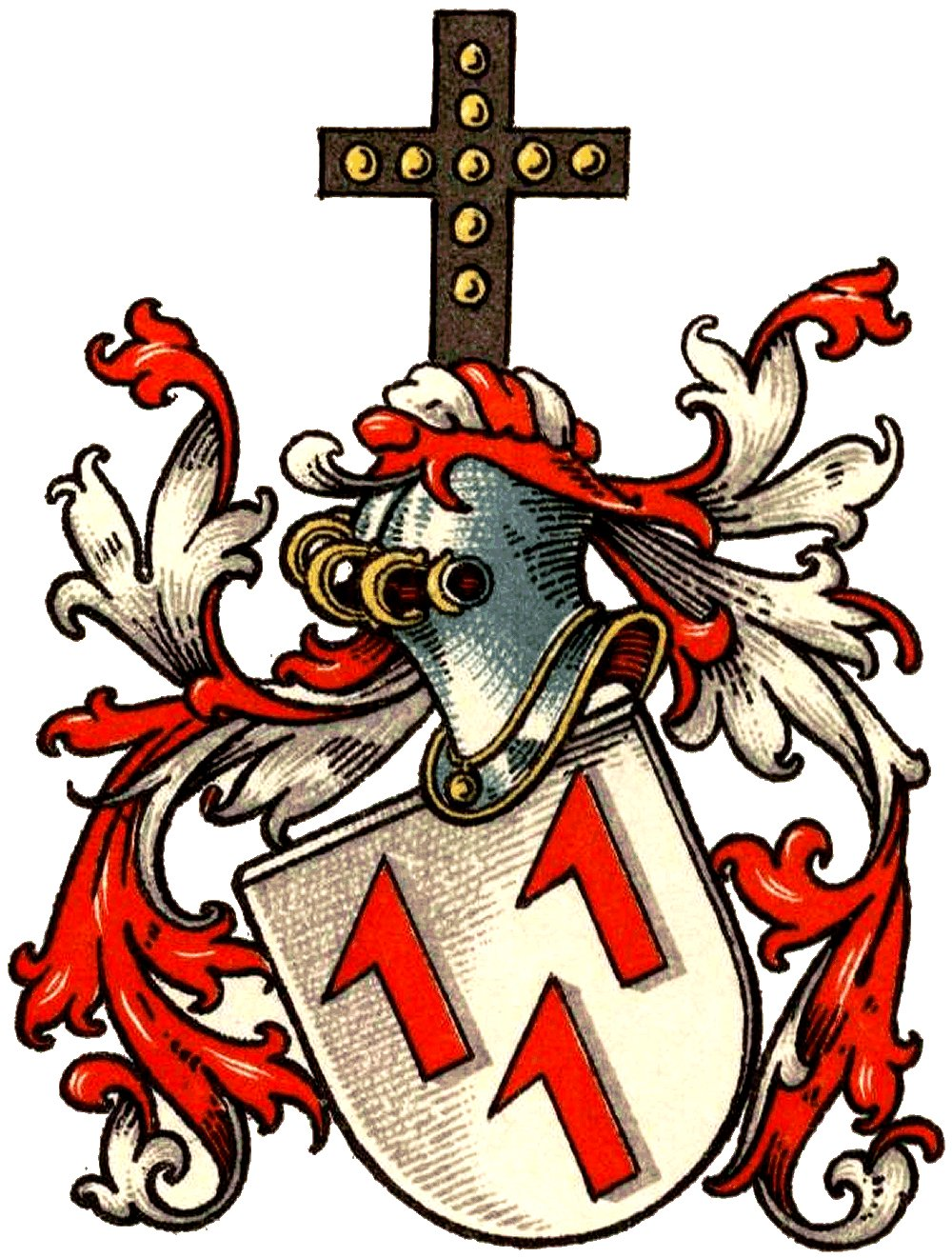
Wappen derer von Hake zu Iburg, Scheventorf, Lengerich und Devensburg im Wappenbuch des Westfälischen Adels

### Geschichte
Die westfälischen Hake (auch Hacke; lateinisch: uncus) erschienen urkundlich 1256 mit Burgardus und Hermannus Hake. Sie erhielten 1859 den Freiherrentitel. Die Stammreihe beginnt mit Ernst Hake († 1285). Hermann von Hake war 1264 Komtur der Kommende Lage.

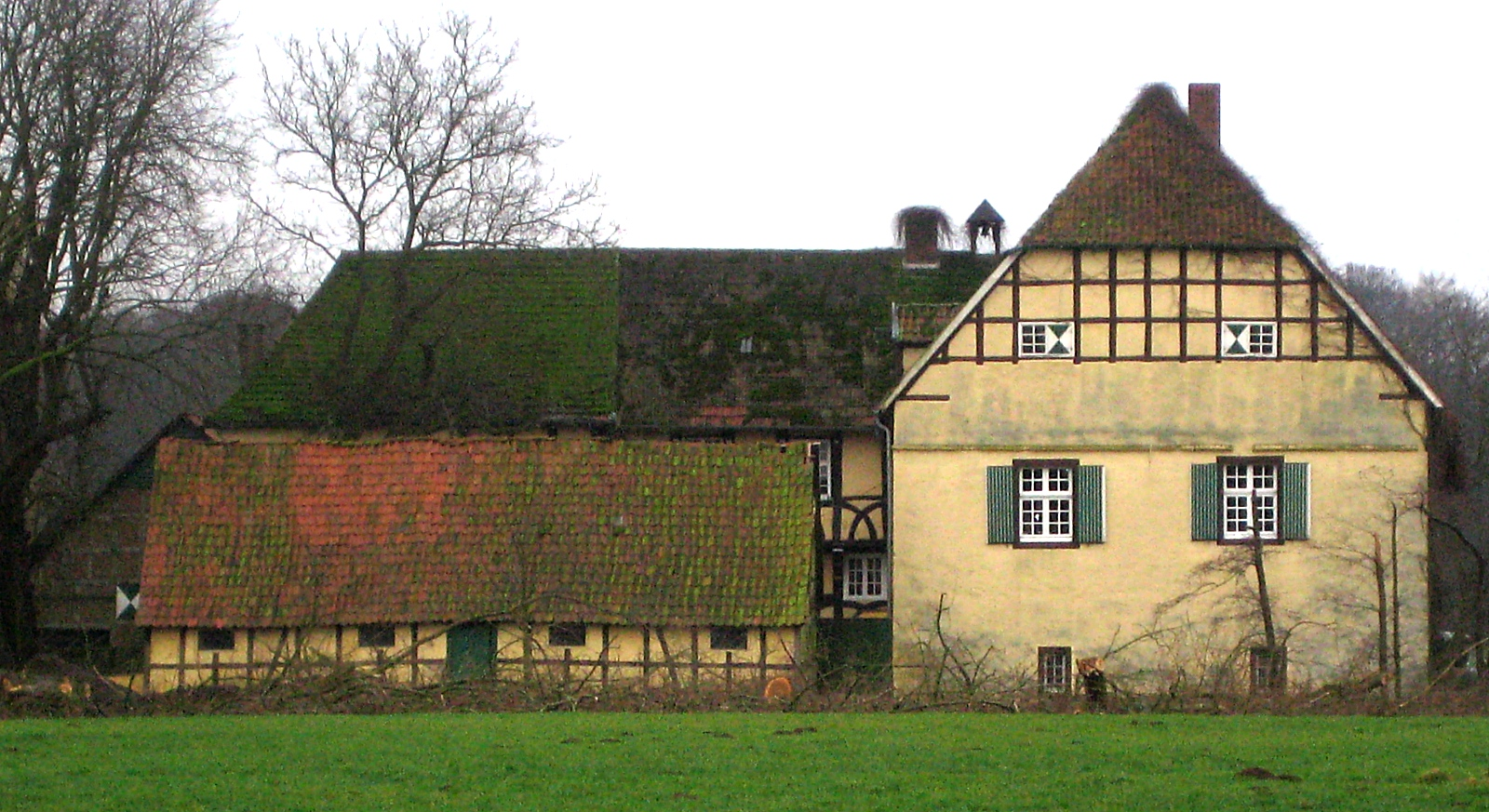
Burg Scheventorf

Die vom Hof Haking in Glane stammende Familie, die zu den Burgmannen von Schloss Iburg gehörte, war vom 14. bis ins 17. Jahrhundert auf Burg Scheventorf ansässig. Ein Zweig der Familie lebte in Osnabrück und besaß dort im 15. Jahrhundert das Gut Gartlage in der Dodesheide. Um 1450 erwarben die Hake einen hälftigen Anteil am Gut Böckel, den sie bis 1689 hielten.
Historisch nicht belegt ist die Existenz einer Anna von Hake, die in der Zeit des Dreißigjährigen Kriegs wegen einer nicht standesgemäßen Liaison von ihrem Vater lebendig in der Burg Scheventorf eingemauert worden sein soll. Die Sage verarbeitete der Priester und Schriftsteller Bernhard Köster zu dem 1924 veröffentlichten Geschichtsroman Die schöne Anna von Hake zu Scheventorf. Ungeachtet des fraglichen Wahrheitsgehalts benannte die Stadt Bad Iburg den Anna-Hake-Weg im Stadtteil Ostenfelde nach ihr.

### Wappen
Blasonierung des Stammwappens: In Silber drei rote Haken. Auf dem rot-silbern bewulsteten Helm ein silbernes Kreuz mit fünf oder mehr goldenen Kugeln.
Durch ein Diplom vom 14. Dezember 1653 erhielt Michael Wilhelm Kobolt von Tambach († 1667) aus dem Adelsgeschlecht Kobolt von Kaiser Ferdinand III. die Erlaubnis, das Koboltsche Wappen mit dem Wappen des im Mannesstamm ausgestorbenen Linie des Geschlechts seiner Ehefrau, Johanna Elisabeth von Hake, zu vereinen.

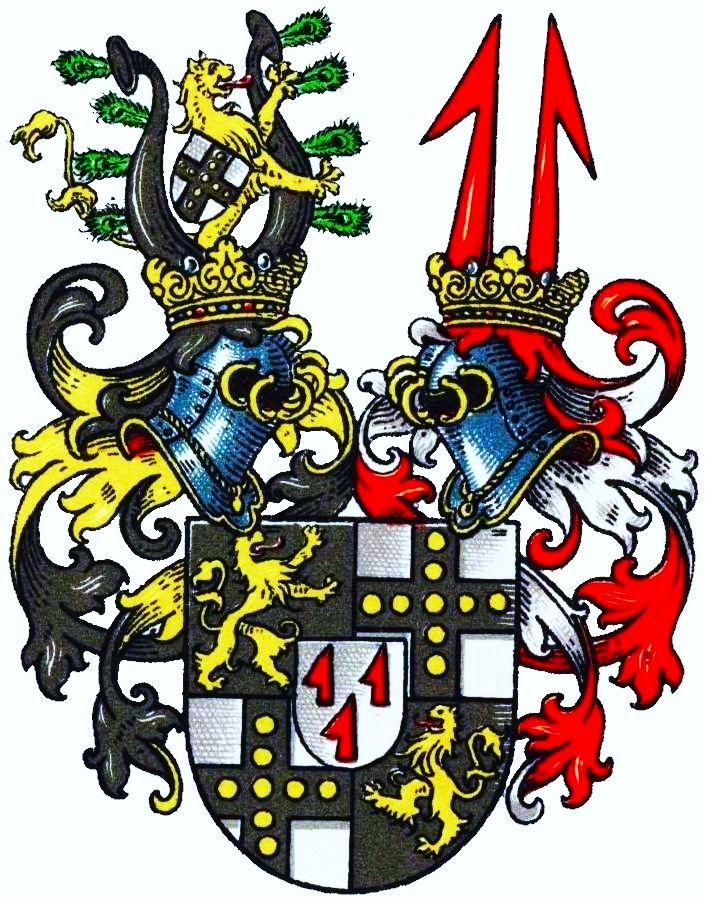
Vermehrtes Wappen der Cobolt im Wappenbuch des Westfälischen Adels
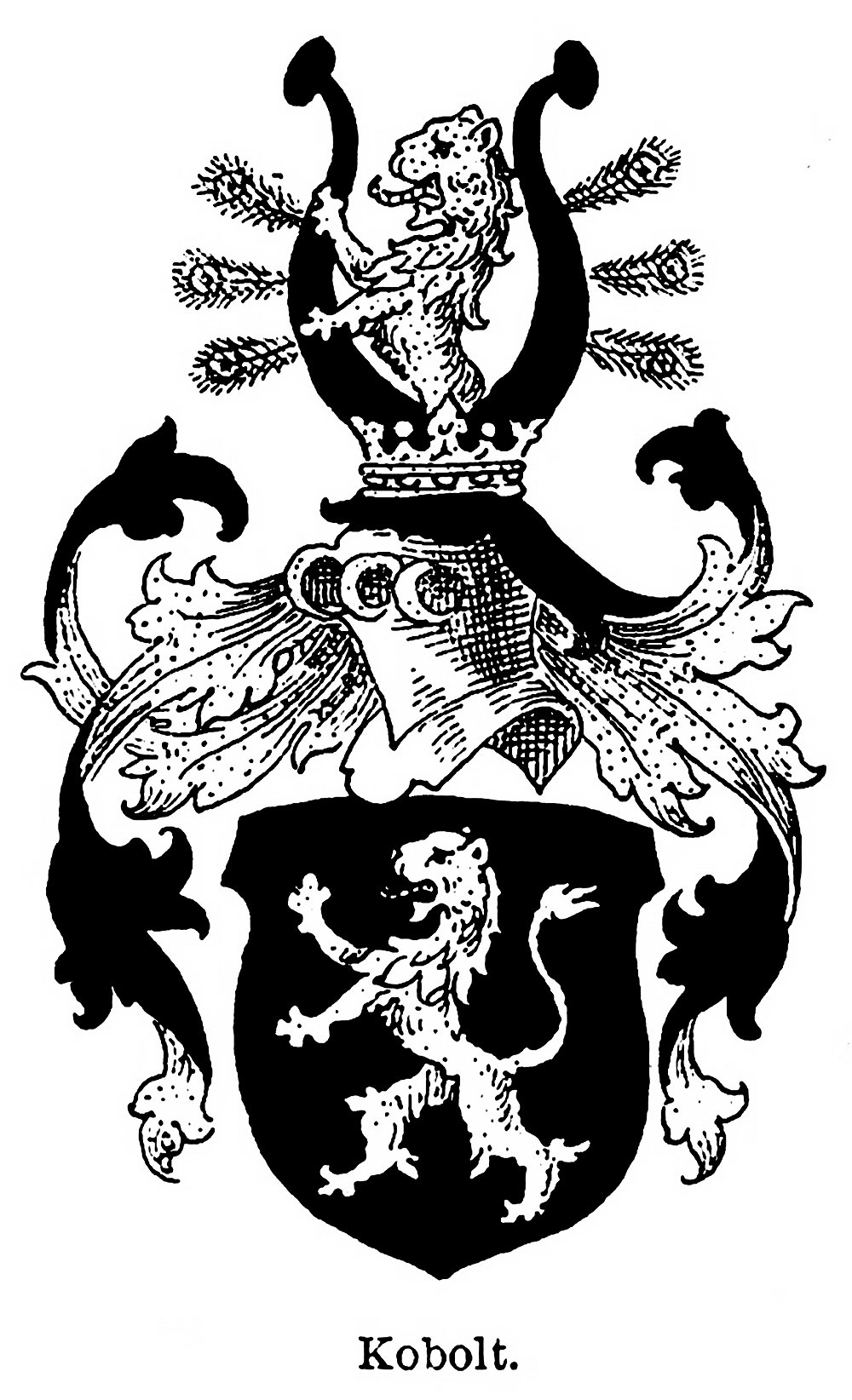
Stammwappen der Kobolt

## Die westfälischen Hake im Münsterschen

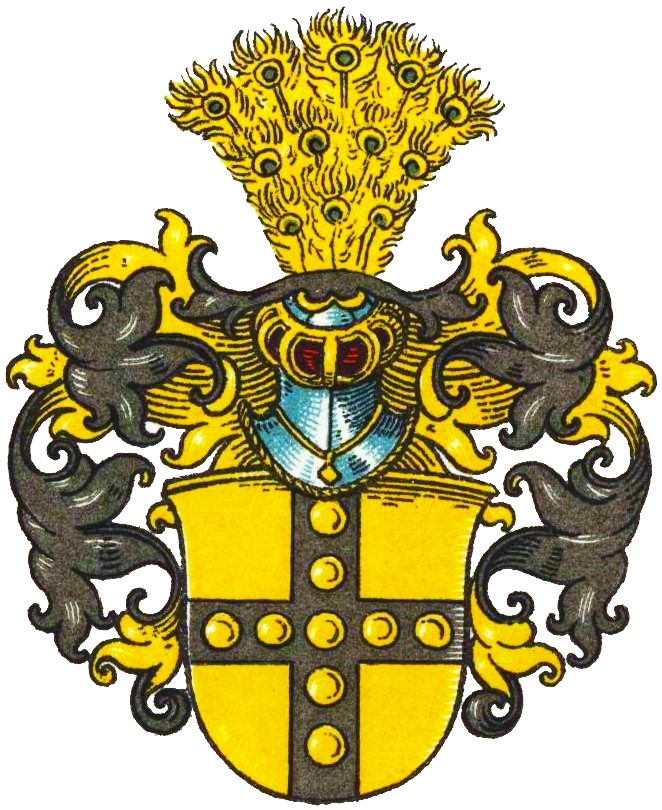
Wappen derer von Hake zu Wolfsberg, Rauschenberg, Porzler im Wappenbuch des Westfälischen Adels

### Geschichte
Ein zweites westfälisches Geschlecht Hake (auch Hacke) saß unter anderem von etwa 1390 bis 1534 auf der Burg Wolfsberg (Lüdinghausen), 1470 bis 1550 auch auf Haus Rauschenburg (Olfen). Ferner hatten sie Portzeler (urkundl. 1364) sowie Teltinckheim (urkundl. 1500) im Kirchspiel Seperade, alle im Kreis Lüdinghausen, im Besitz.
Der Letzte des Geschlechts war Diederich Hake. Er erscheint 1670 als bereits verstorben.

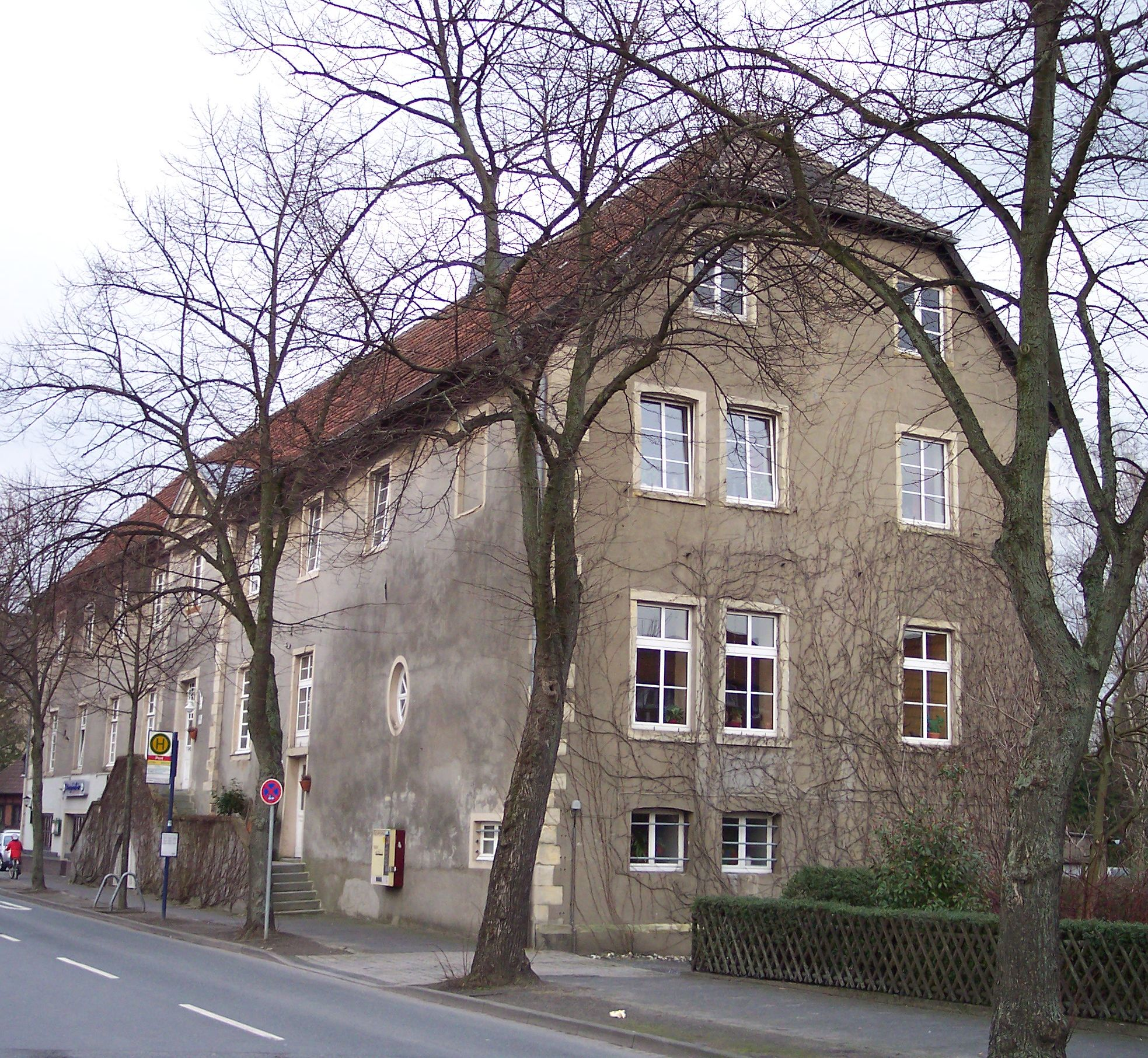
Burggebäude Wolfsburg in Lüdinghausen
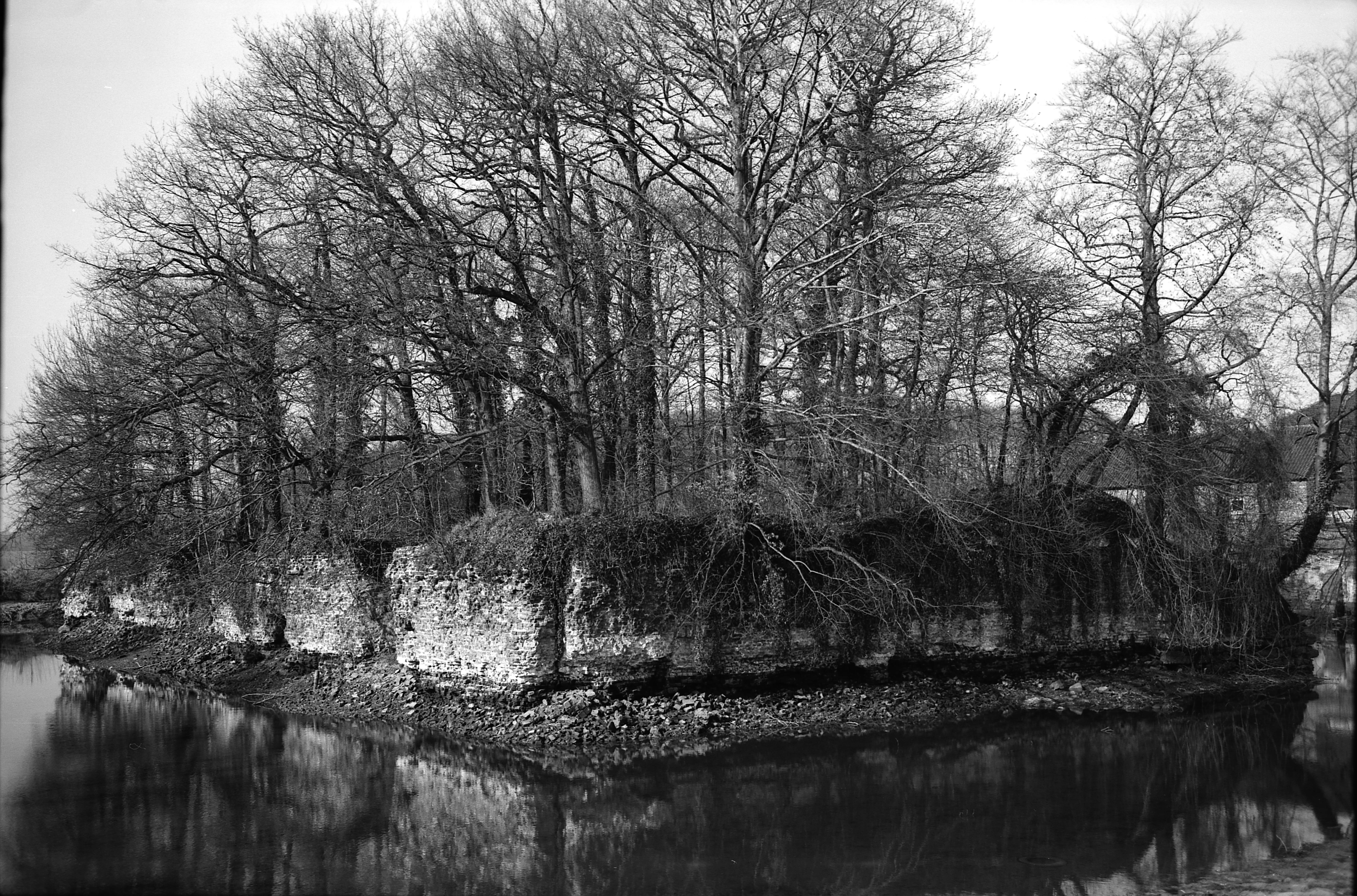
Mauerreste von Haus Rauschenberg (1980)
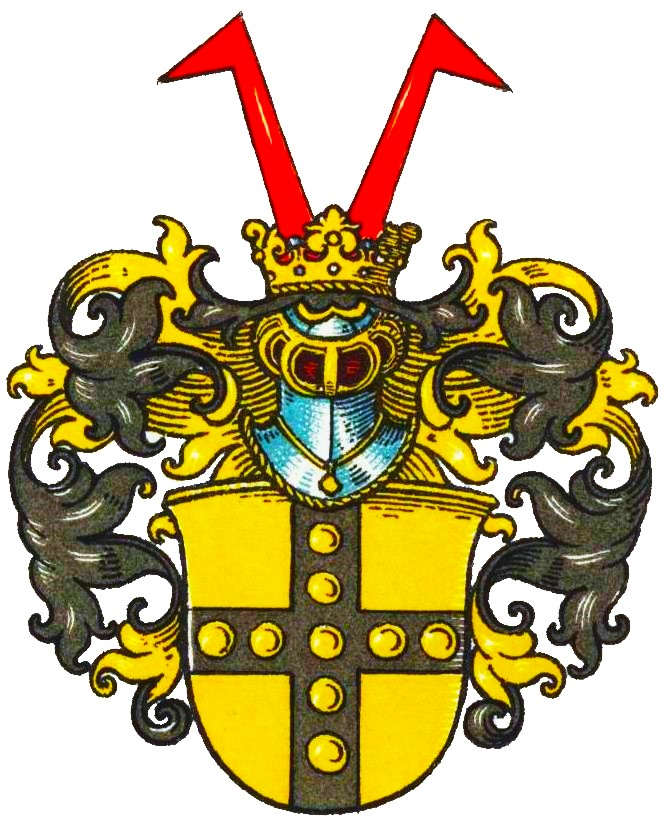
Wappen derer von Hake zu Hakendiek und Ravensberg im Wappenbuch des Westfälischen Adels

### Wappen
Die westfälischen Hake im Münsterschen führten in ihren Linien eine unterschiedliche Helmzier:
- Wappen der Hake zu Wolfsberg, Rauschenberg, Portzler: In Gold ein stehendes schwarzes Kreuz belegt mit neun Kugeln (1:1:5:1:1). Auf dem Helm mit schwarz-goldenen Decken ein goldener Pfauenbusch.
- Wappen der Hake zu Hakendiek und Ravensberg: In Gold ein stehendes schwarzes Kreuz belegt mit neun Kugeln (1:1:5:1:1). Auf dem gekrönten Helm mit schwarz-goldenen Decken zwei nach außen geneigte rote Haken.

## Die westfälischen Hake in den Grafschaften Mark und Arensberg

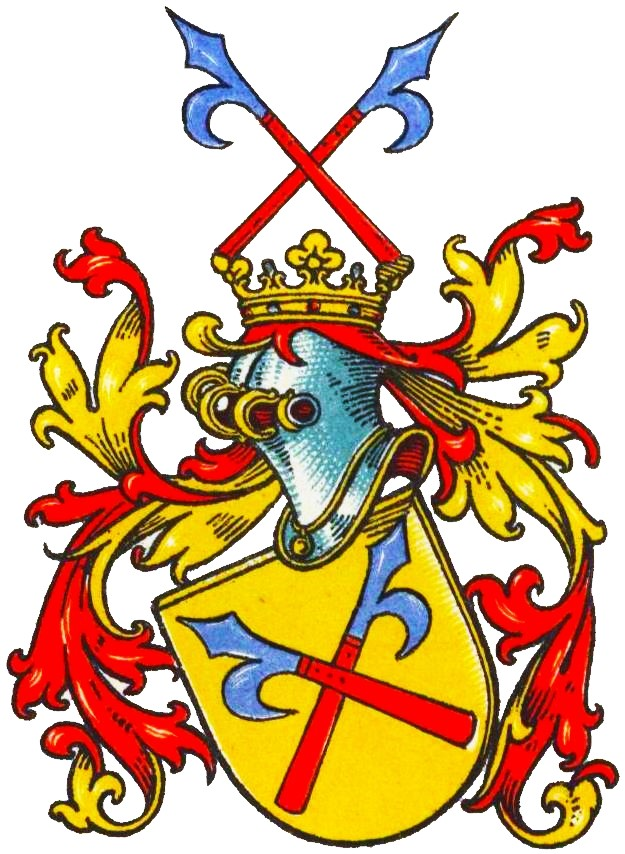
Wappen der westfälischen Hake im Märkischen und Arnsbergischen im Wappenbuch des Westfälischen Adels

### Geschichte
Neben den oben genannten westfälischen Hake gab es auch in den Grafschaften Mark und Arnsberg ein Geschlecht Hake, das ein anderes Wappen führte. Sie saßen zu Herne, Delicke, Neheim, Büderich und Dortmund. Eine Linie saß auch Burg Wallenstein. Dort sind Brüder Hake ab 1369 als Burgleute Hake erwähnt. Sie erwarben als Folge eines Darlehens an das Erzstift später auch die Burg Hachen. Nachdem die Burg 1414 in einer Fehde zerstört worden war, erhielt Bernd Hake 1452 die Erlaubnis, die Burg wieder aufzubauen. Ob es noch dazu kam, ist unbekannt. Bereits 1484 war die Burg jedenfalls unbewohnt. Die Familie kommt noch 1593 vor.

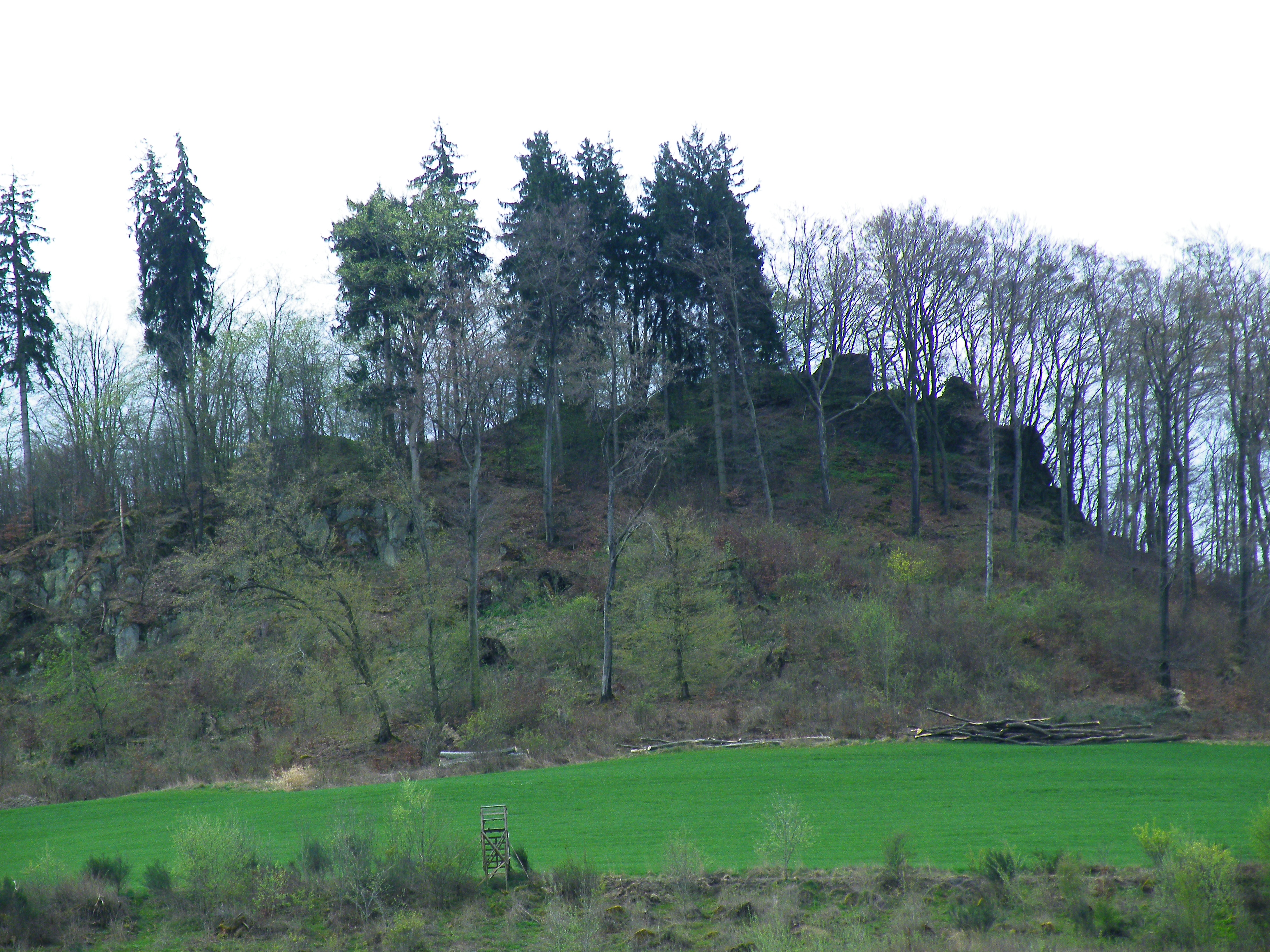
Burgruine Wallenstein
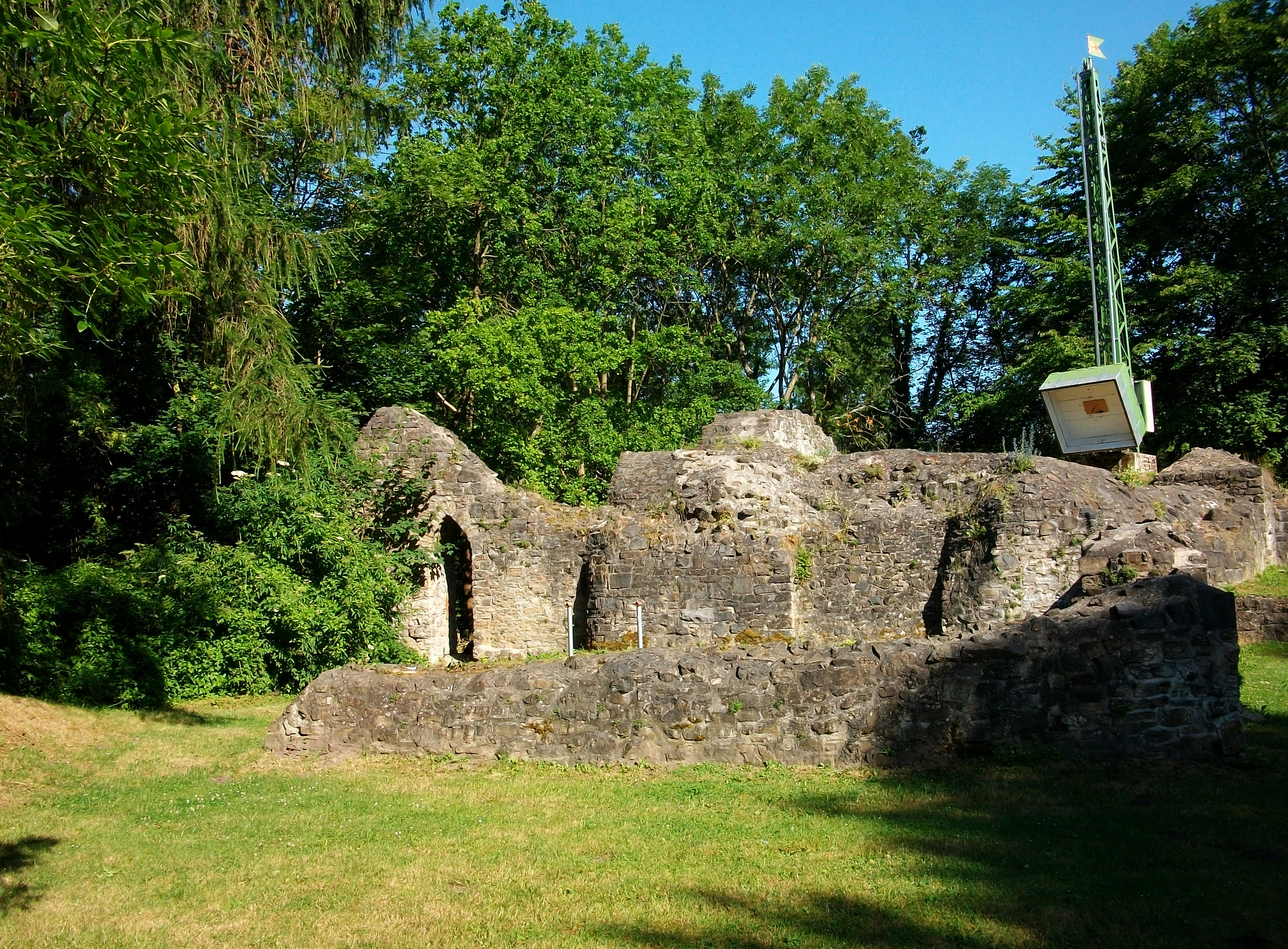
Burgruine Hachen
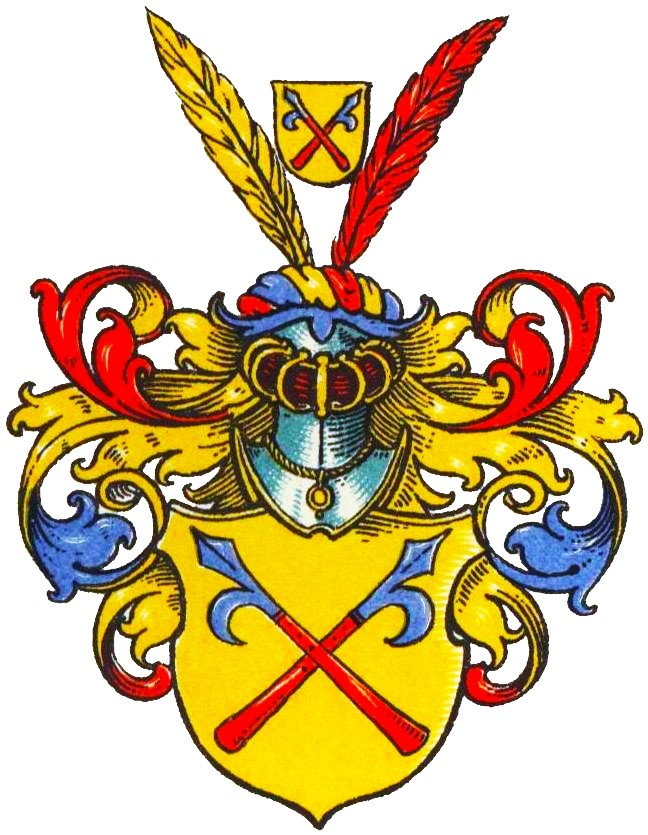
Wappen der Hake zu Wallenstein mit alternativer Helmzier im Wappenbuch des Westfälischen Adels

### Wappen
Die westfälischen Hake im Märkischen und Arnsbergischen führten verschiedene Wappenvarianten:
- Variante 1 zu Herne, Delicke, Neheim, Büderich und Dortmund: In Gold zwei ins Andreaskreuz gestellte Hakenlanzen mit roten Stangen und blauem Eisen. Auf dem gekrönten Helm mit rot-goldenen Helmdecken die gleichen Hakenlanzen.
- Variante 2 zu Wallenstein und Hachen: In Gold zwei Hakenlanzen mit roten Stangen und blauem Eisen ins Andreaskreuz gestellt. Auf dem rot-golden-blau bewulsteten Helm mit rot-golden-blauen Helmdecken eine goldene (rechts) und eine rote Reiherfeder, zwischen denen der Schild sich wiederholt.

## Die thüringischen Hagke

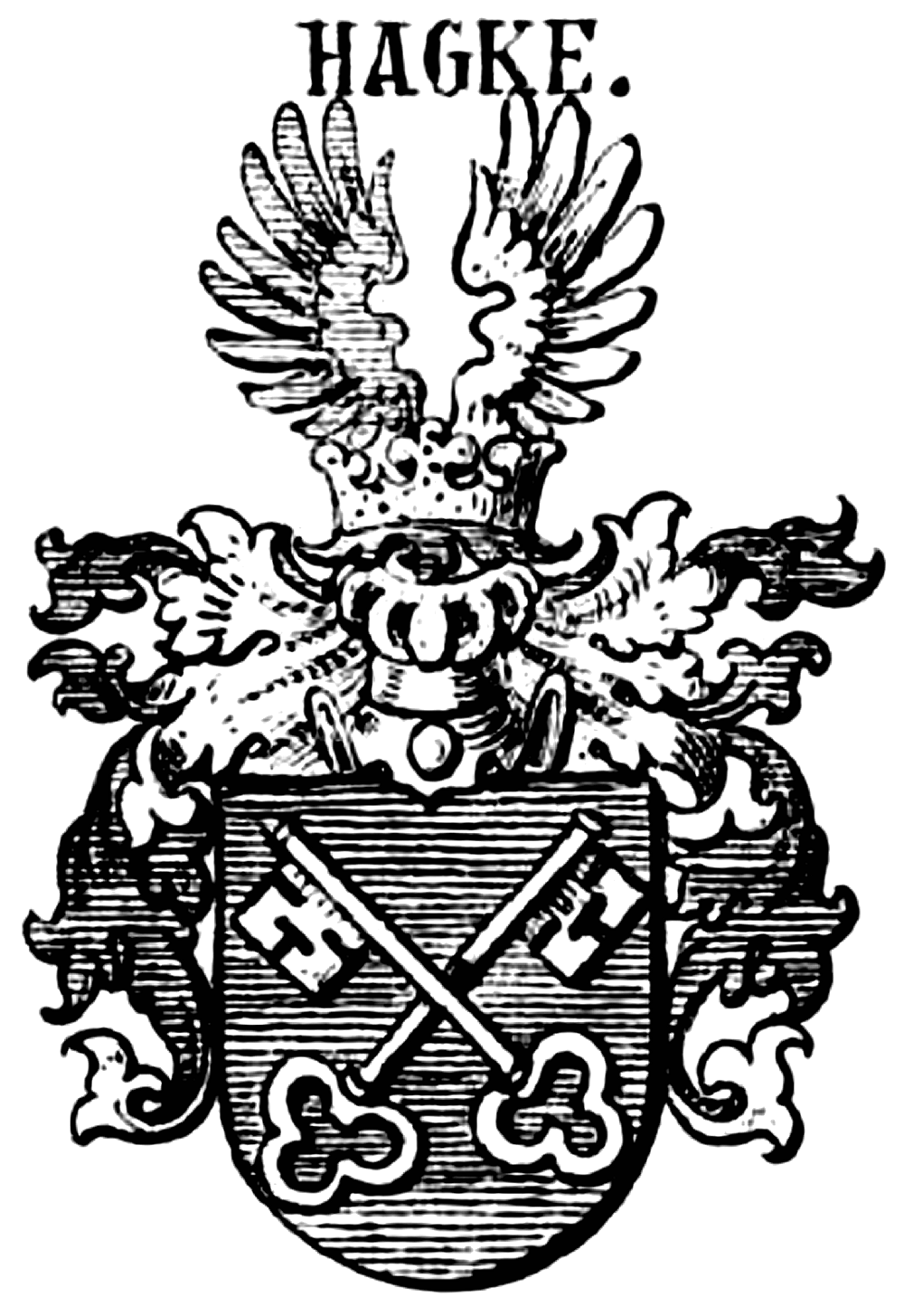
Wappen derer von Hagke (Thüringen)

### Geschichte
Thüringischer Uradel, der sich früher auch Hake oder Hacke schrieb, und mit Henricus Hake, miles (Ritter Heinrich Hake) in einer vom Landgrafen Albrecht von Thüringen ausgestellten Urkunde 1266 zuerst erscheint. Das Geschlecht saß um diese Zeit wohl als Ministerialen auf der Unteren Sachsenburg (auch Hakenburg genannt) und dürfte an der Errichtung der Oberen Sachsenburg mitgewirkt haben.
Seit dem 14. Jahrhundert besaßen die Hagke Burg Schilfa in Thüringen. Das Gut blieb bis zur Enteignung 1945 im Familienbesitz. Das Schloss wurde 1948 abgerissen. Einzelne Vertreter der von Hagke erhielten eine Anerkennung des Freiherrenstandes, die sich jedoch nicht auf die noch heute bestehende Schilfaer Linie erstreckt.

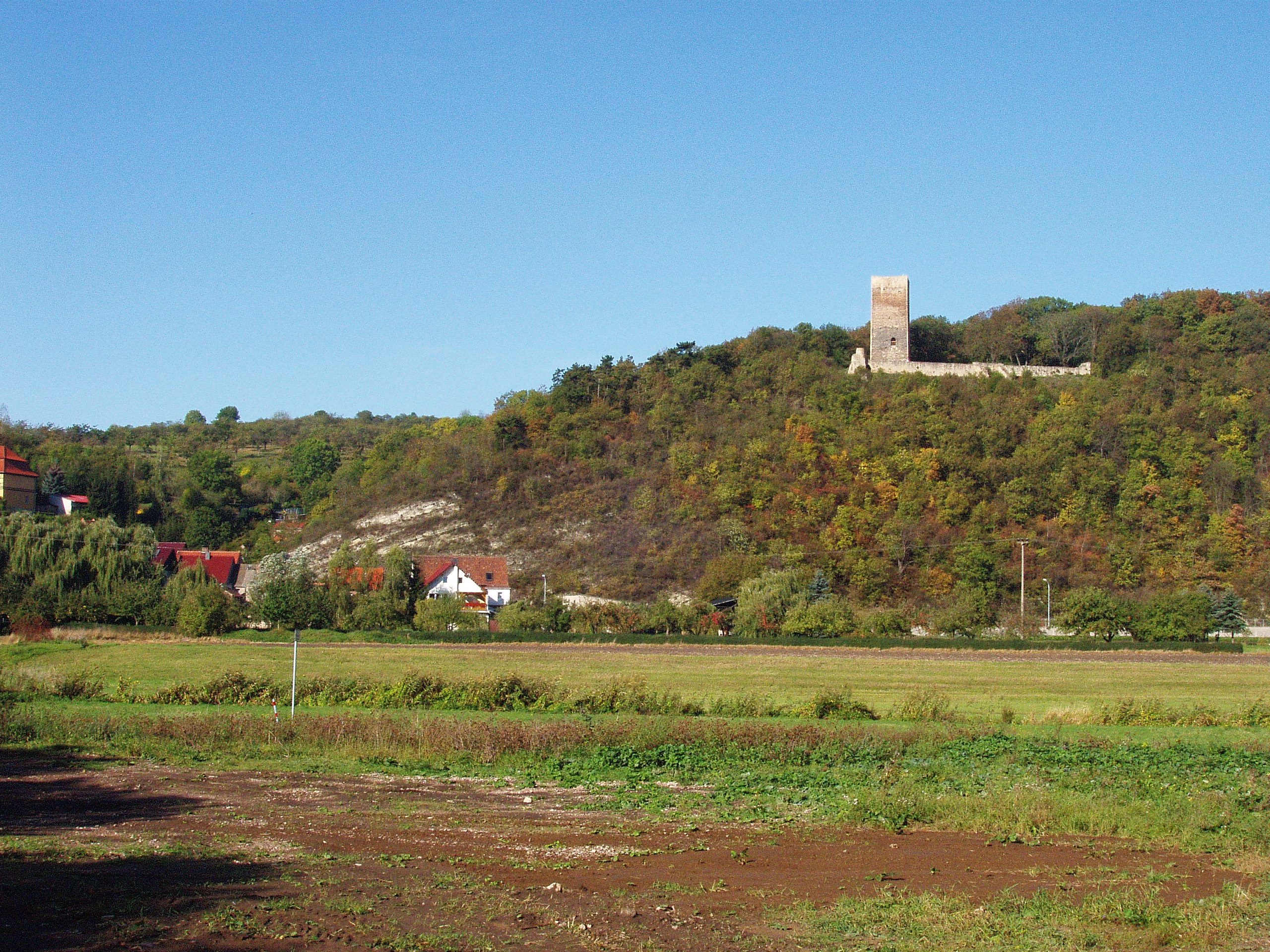
Untere Sachsenburg (Hakenburg)
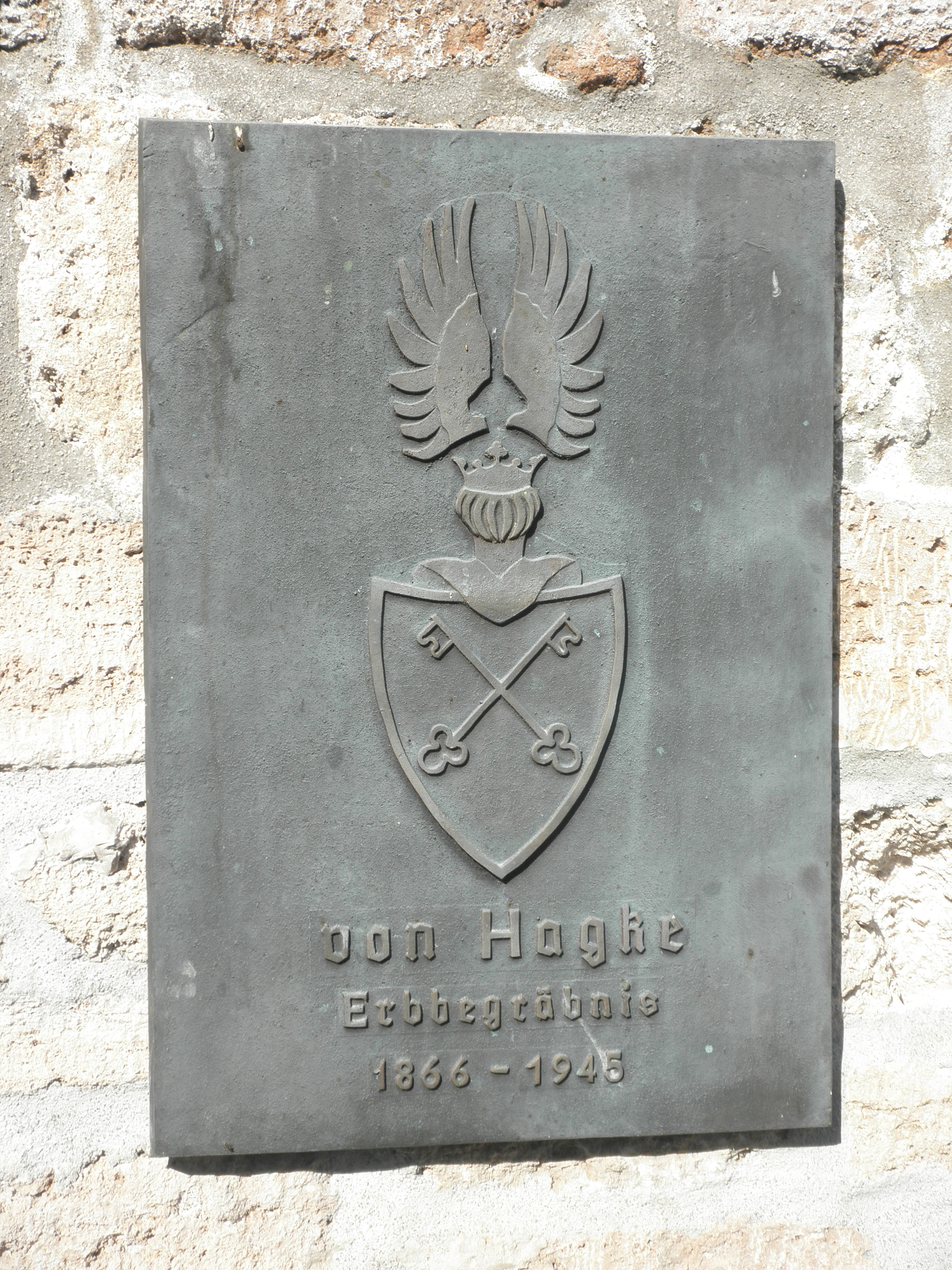
Schloss Schilfa
- Erbbegräbnis Schilfa

### Wappen
Das Wappen der thüringischen Hagke: In Blau zwei aufwärts geschrägte, silberne Schlüssel. Auf dem Helm mit blau-silbernen Decken ein offener silberner Flug.

### Persönlichkeiten
- Elias Hacke (1574–1640), Rittmeister und Rittergutsbesitzer im Südharz
- Friedrich Bernhard von Hagke (1822–1874), deutscher Politiker und Reichstagsabgeordneter
- Leo von Hagke (1849–1919), deutscher Offizier, Rittergutsbesitzer und Politiker
- Alexander von Hagke (* 1975), deutscher Saxophonist, Klarinettist und Komponist

## Die thüringischen Haacke

### Persönlichkeiten
- Werner von Haacke (1902–1975), Jurist
- Rudolf von Haacke (1908–1943), Offizier im Generalstab

## Die kurpfälzischen Haacke bzw. Hacke

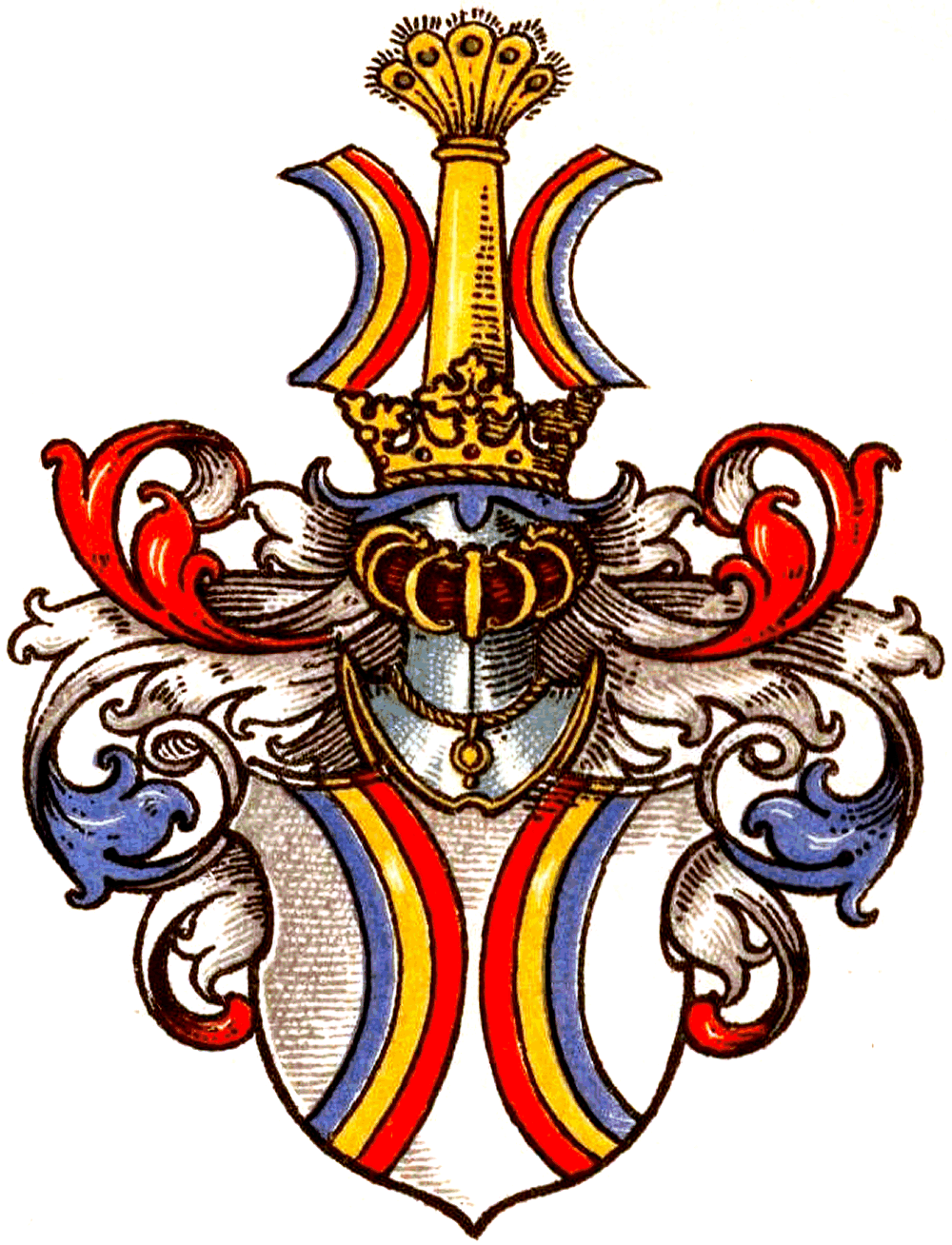
Wappen der kurpfälzischen Freiherrn von Ha(a)cke

### Geschichte
Die von Haacke sind eine katholische gewordene Linie des thüringischen Adelsgeschlechts, die auf Elias Hacke auf Agnesdorf und Wickerode im Südharz zurückgeht. Friedrich Ferdinand Sittig von Hacke (1634–1693), Kammerherr und erblicher Oberststallmeister im Fürstentum Pfalz-Neuburg, wurde 1692 in Düsseldorf zum Freiherrn erhoben. Er hatte 1683 Schloss und Herrschaft Schweinspoint im heutigen Bayerisch-Schwaben erworben. Sein Zweig der Familie, der sich später Haacke schrieb, blieb von 1683 bis 1849 auf Schloss Schweinspoint ansässig. 1753 wurden sie zu pfalzgräflichen Erbschenken von Graisbach ernannt.
Freiherr Ludwig Anton von Hacke (1682–1752), Sohn des Vorgenannten und Oberstjägermeister des Kurfürsten Johann Wilhelm von der Pfalz, erwarb 1724 im vorderpfälzischen Lambsheim das Meckenheimer'sche Schloss und 1725 das Jagdschloss Lambsheim. Vom Kurfürsten wurde er 1716 mit Trippstadt und Burg Wilenstein belehnt und erwarb den Aschbacher Hof. Um 1766 errichtete sein Sohn Franz Karl Joseph von Hacke (1727–1780) das Trippstadter Schloss. Dessen Sohn Karl Theodor von Hacke († 1792) ließ im Pfälzer Wald, als Verlängerung des Trippstadter Schlossparks, das Karlstal als Naturgarten anlegen. Als die Kurpfalz im Zuge des Ersten Koalitionskriegs (1792 bis 1797) von Französischen Revolutionstruppen besetzt wurde, wurde der Besitz der Familie auf dem Linken Rheinufer (Trippstadter Schloss, Meckenheimersches Schloss und Jagdschloss Lambsheim) durch die Erste Französische Republik enteignet.
Christian Franz von Hacke (1731–1807), ein weiterer Sohn Ludwig Antons, war Ober-Chorbischof im Erzbistum Trier, Domkapitular in Speyer, sowie Kurtrierer Amtmann in Welschbillig. Er ließ den mit seinem Wappen geschmückten Torbau der Trierer Philippskurie errichten. Sein Bruder Franz Karl Ludwig Wilhelm von Hacke amtierte ab 1756 als bevollmächtigter Minister bzw. Gesandter der Kurpfalz am Wiener Hof und ertrank am 4. September 1757, bei einem Schiffsunglück, auf der Donau bei Kelheim.

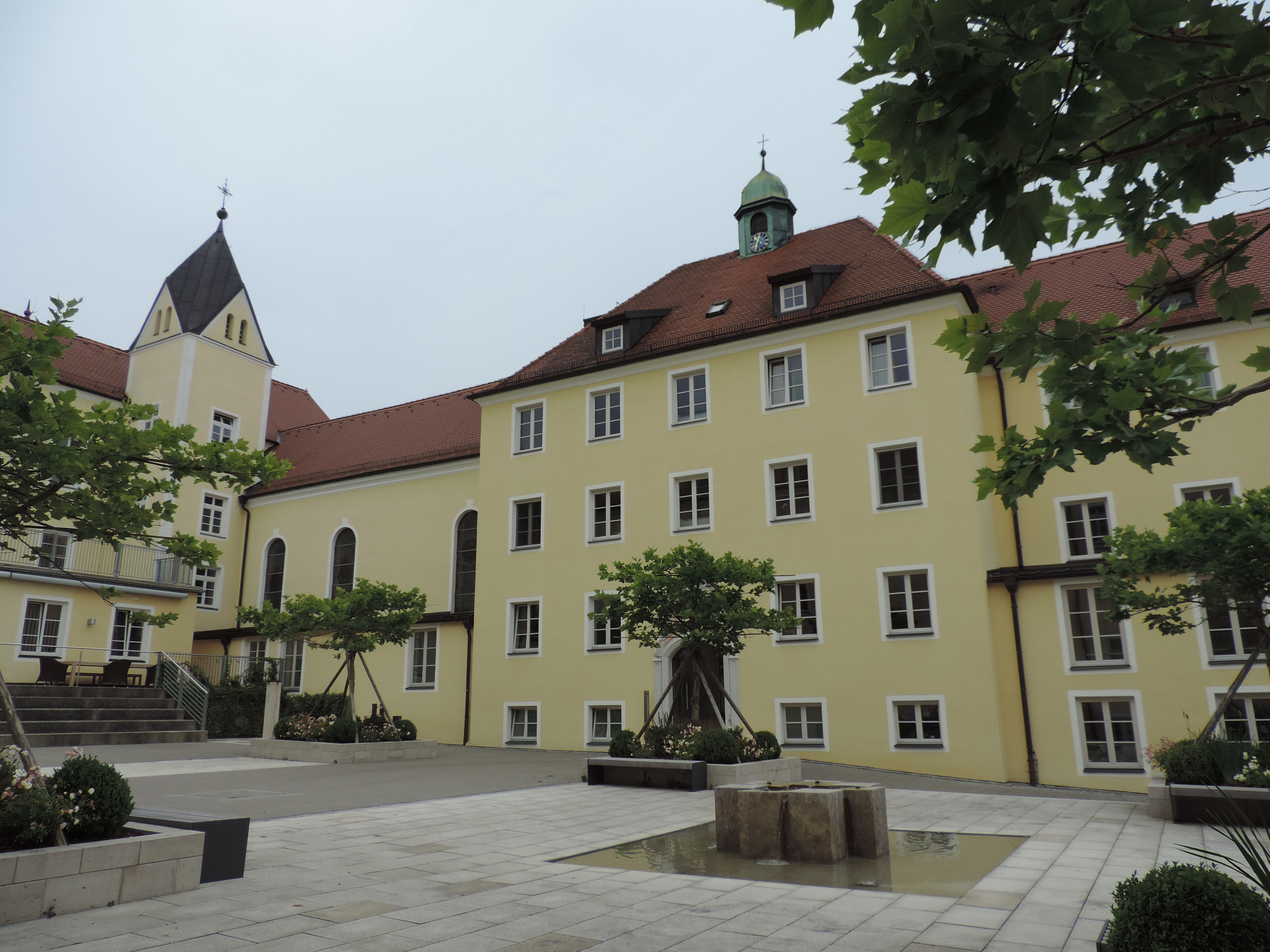
Schloss Schweinspoint
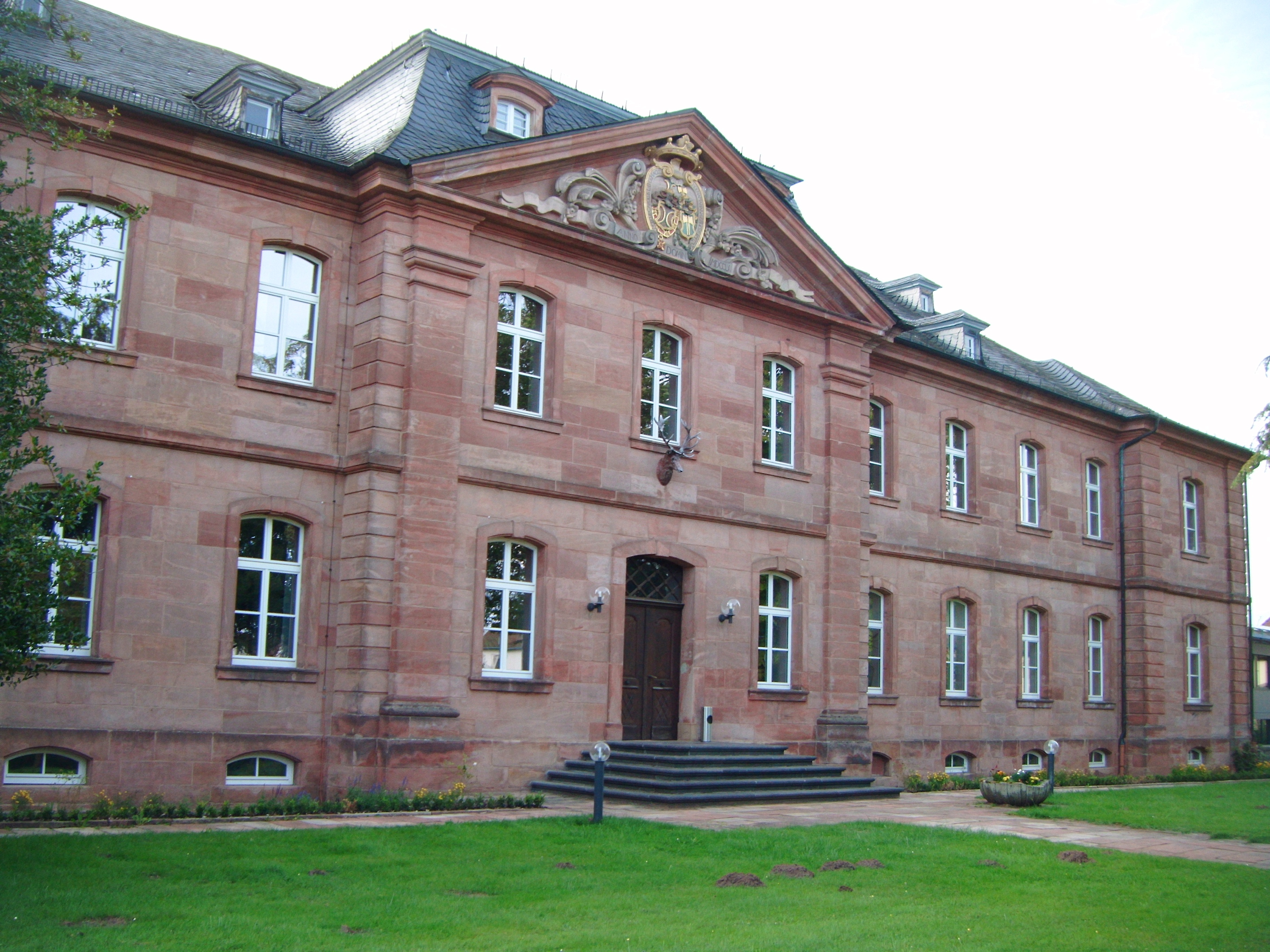
Schloss Trippstadt
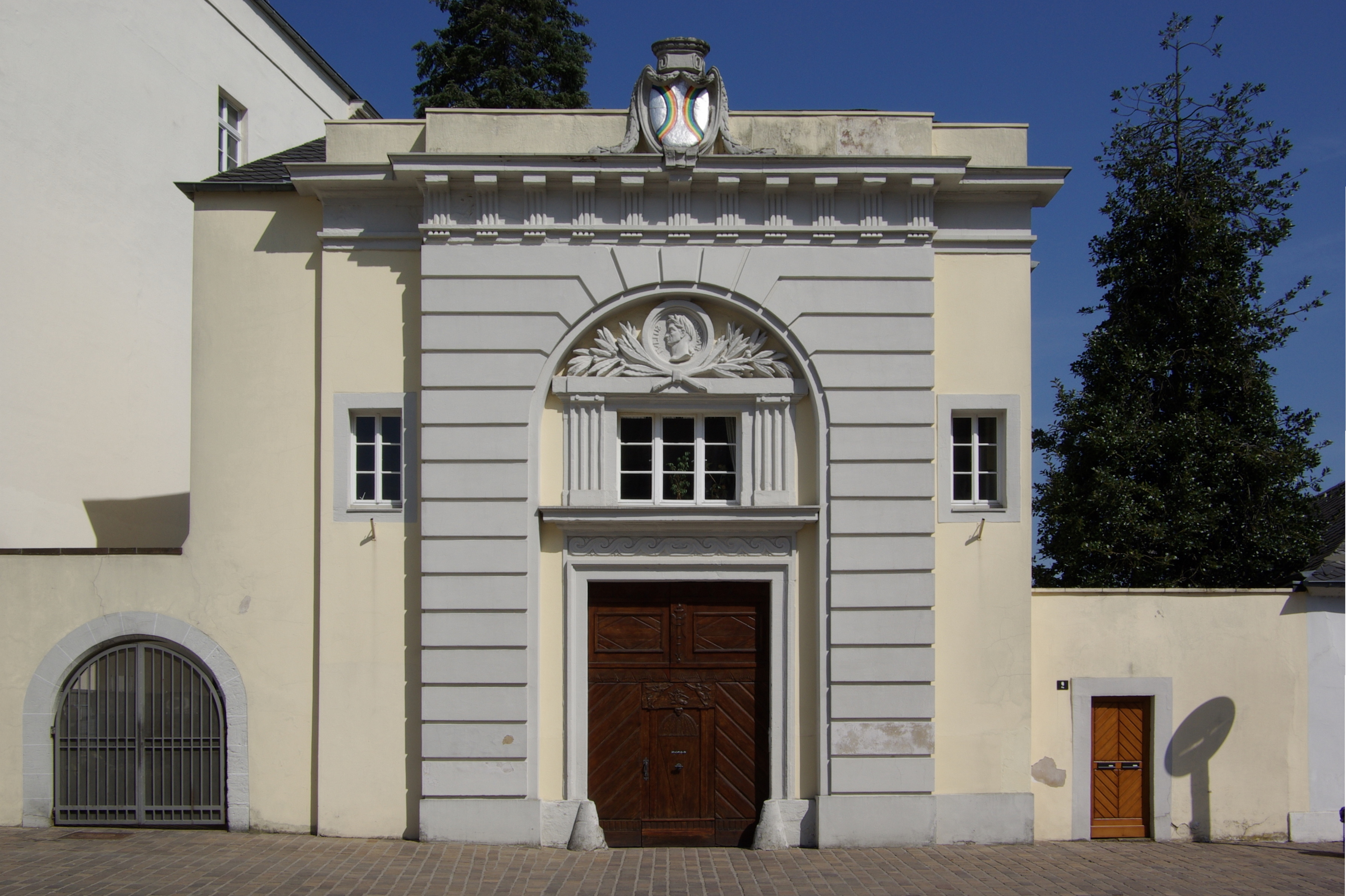
Philippskurie Trier, mit Wappen des Chorbischofs von Hacke
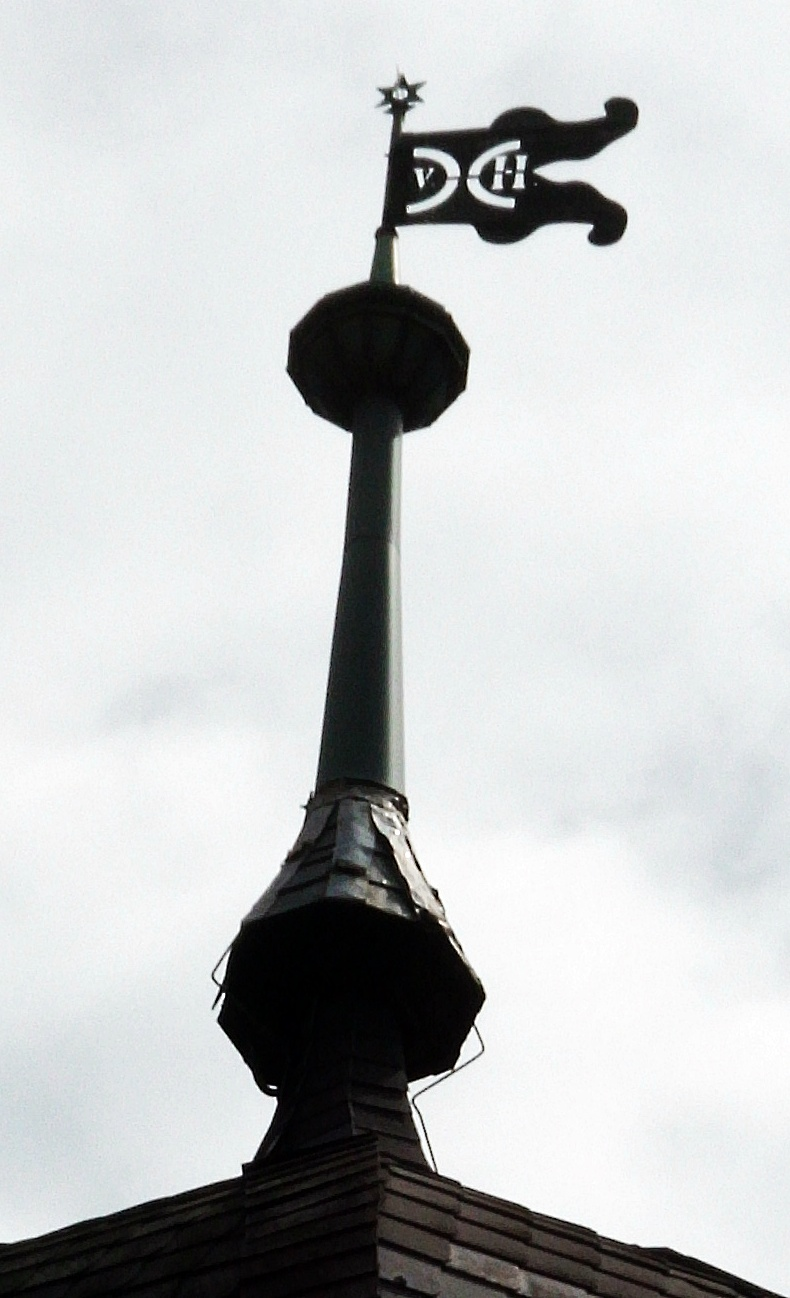
Wetterfahne mit Wappen u. Monogramm der Freiherrn von Hacke, Meckenheimersches Schloss, Lambsheim
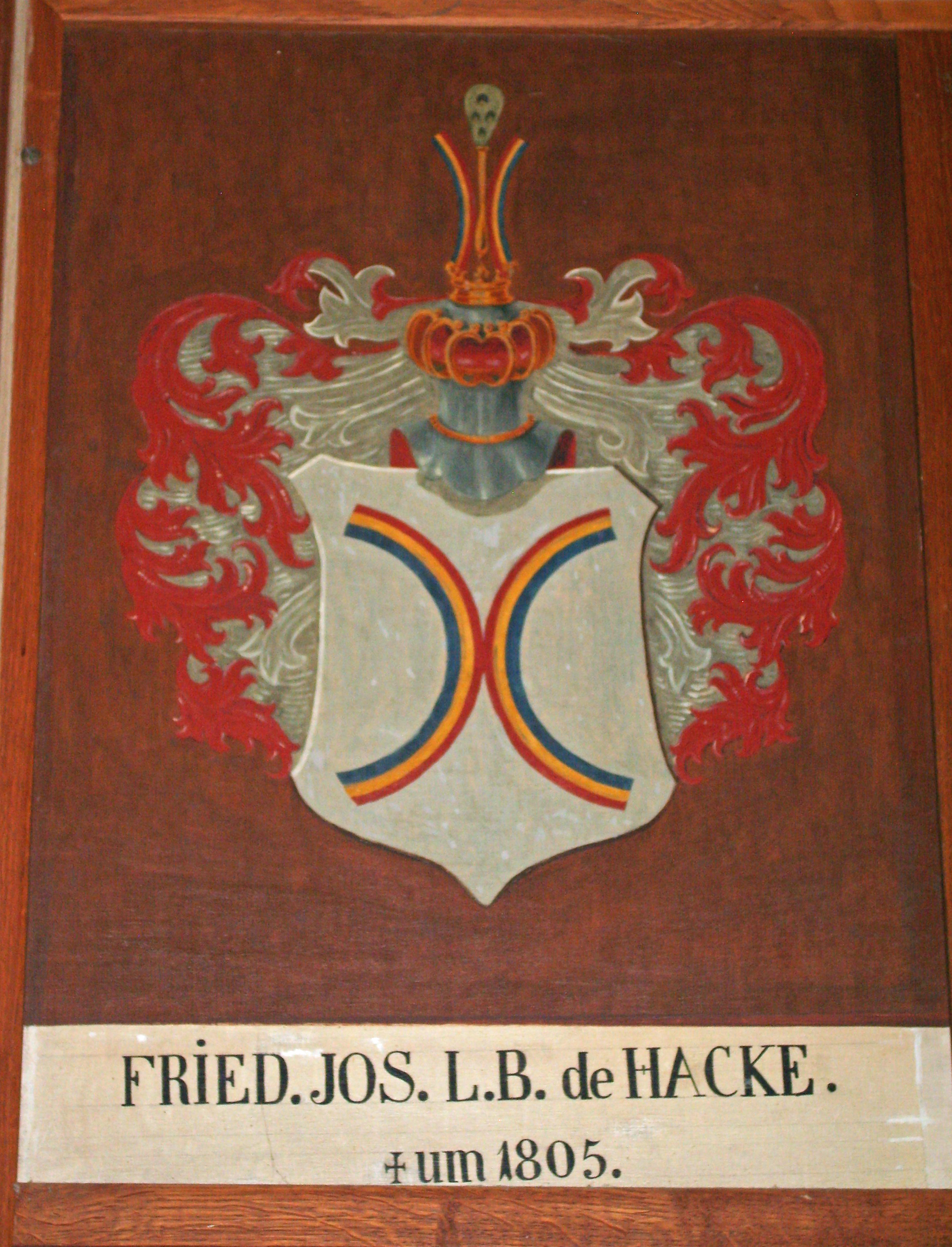
Wappen der Ha(a)cke, Kurpfalz

### Wappen
Das Wappen der kurpfälzischen Ha(a)cke: In Silber zwei einander entgegengekehrte, sich im Scheitel berührende blau-gold-rote Halbbögen.

### Persönlichkeiten
- Ludwig Anton Freiherr von Hacke (1682–1752), auf Trippstadt usw., Oberstjägermeister der Kurpfalz
  - Franz Karl Ludwig Wilhelm von Hacke (ca. 1725–1757), auf Trippstadt usw., Oberstjägermeister, kurpfälzischer Gesandter und bevollmächtigter Minister in Wien
  - Franz Karl Joseph von Hacke (1727–1780), Erbauer von Schloss Trippstadt, Oberstjägermeister
  - Christian Franz von Hacke (1731–1807), Ober-Chorbischof im Erzbistum Trier

## Der gemeinsame Familienverband
Die brandenburgischen Hake-Zweige haben sich 1901 mit den Grafen von Hacke, den Herren von Hacke, den Herren von Hagke und den niedersächsischen Freiherren von Hake zu einem Familienverband zusammengeschlossen, dem 1962 auch die von Haacke beigetreten sind und regelmäßig Familientage durchführt. Der Verband ist in das Vereinsregister des Amtsgerichts Hameln eingetragen.